# Airbus A320neo
Airbus A320neo (neo trong tiếng Hy Lạp có nghĩa là mới, ngoài ra còn là viết tắt của new engine option, dịch là tùy chọn động cơ mới) là phiên bản nâng cấp động cơ của dòng máy bay chở hành khách thân hẹp A320 do Airbus sản xuất. Ra mắt lần đầu vào ngày 01 tháng 12 năm 2010, chuyến bay đầu tiên vào ngày 25 tháng 9 năm 2014 ra mắt với hãng hàng không Lufthansa vào ngày 25 tháng 1 năm 2016. Sử dụng loại động cơ CFM International LEAP và Pratt & Whitney PW1000G và loại đầu cánh mới, cho phép tiết kiệm 15% đến 20% so với phiên bản A320ceo. Tính tới tháng 1 năm 2020, có tổng cộng 7,395 đơn đặt hàng dòng máy bay A320neo với hơn 115 hãng hàng không, đây là dòng máy bay chở khách bán chạy nhất thế giới.

## Phát triển

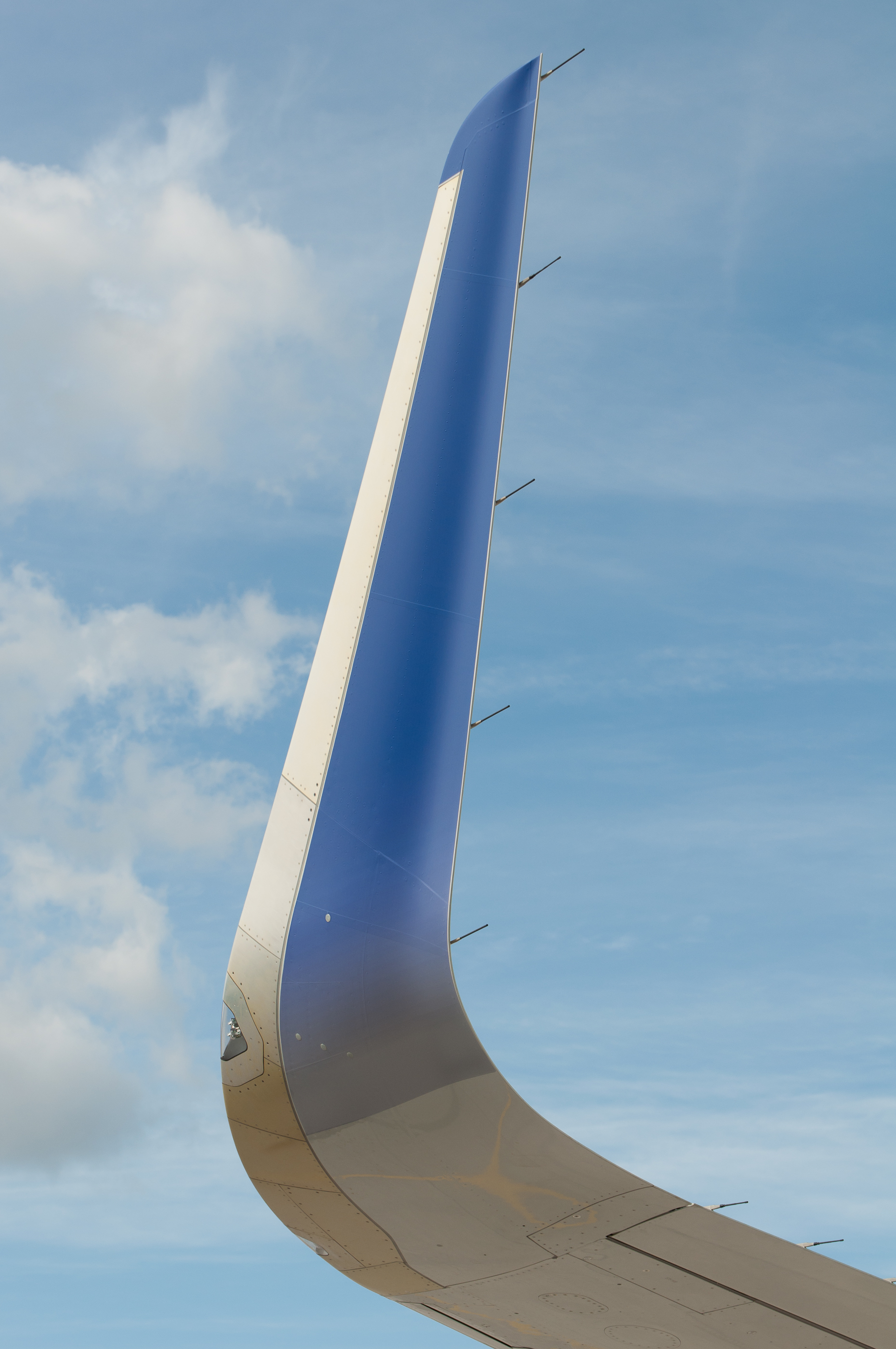
Đầu cánh sharklet của một chiếc máy bay A320neo. Sharklets cũng là tùy chọn trên dòng A320.

Năm 2006, Airbus khởi động chương trình A320 Enhanced (A320E) gồm một loạt các cải tiến nhằm tăng hiệu suất đến 4-5%: đầu cánh (2%), tinh chỉnh khí động học (1%), giảm trọng lượng và sử dụng loại cabin mới.
Airbus đã ra mắt thiết bị đầu cánh sherklet tại Dubai Airshow tháng 11 năm 2009. Nặng thêm 200 kg (440 lb) nhưng giảm 3,5% nhiên liệu cho các chuyến bay trên 2.800 km (1.500 nmi).

### Động cơ mới
Ngày 1 tháng 12 năm 2010, Airbus cho ra mắt "Tùy chọn động cơ mới" cho A320neo giúp tăng tầm bay khoảng 930 km (500 nmi) và tăng trọng lượng tối đa lên hơn 2 tấn (4.400 lb). Dự kiến sẽ sản xuất 4.000 chiếc trong 15 năm tới. Chi phí phát triển được dự tính là hơn 1 tỷ euro [1,3 tỷ USD]. Giá sẽ cao hơn $6 triệu so với ceo, bao gồm 3,5 triệu đô la cho việc sửa đổi khung máy bay và khoảng 0,9 triệu đô cho sherklets. A320neo dự kiến sẽ đi vào sử dụng mùa xuân năm 2016.
Động cơ có thể được lựa chọn bao gồm CFM International LEAP-1A và Pratt & Whitney PW1000G, với chi phí bảo trì thấp hơn 20% so với động cơ A320 hiện tại. Động cơ mới đốt cháy nhiên liệu ít hơn 16%, dù thực tế ít hơn một chút từ 1-2%.
Cabin "Space-Flex" mới tăng không gian bên trong máy bay, galley và thiết kế nhà vệ sinh "Smart-Lav" giúp A321neo có thêm 20 hành khách và 9 hành khách cho A320neo. Tổng mức tiêu thụ nhiên liệu trên mỗi ghế ngồi giảm 20%.
Chiếc Airbus A320neo đầu tiên xuất xưởng khỏi nhà máy Toulouse vào ngày 1 tháng 7 năm 2014 và thực hiện chuyến bay đầu tiên vào tháng 9 năm 2014.

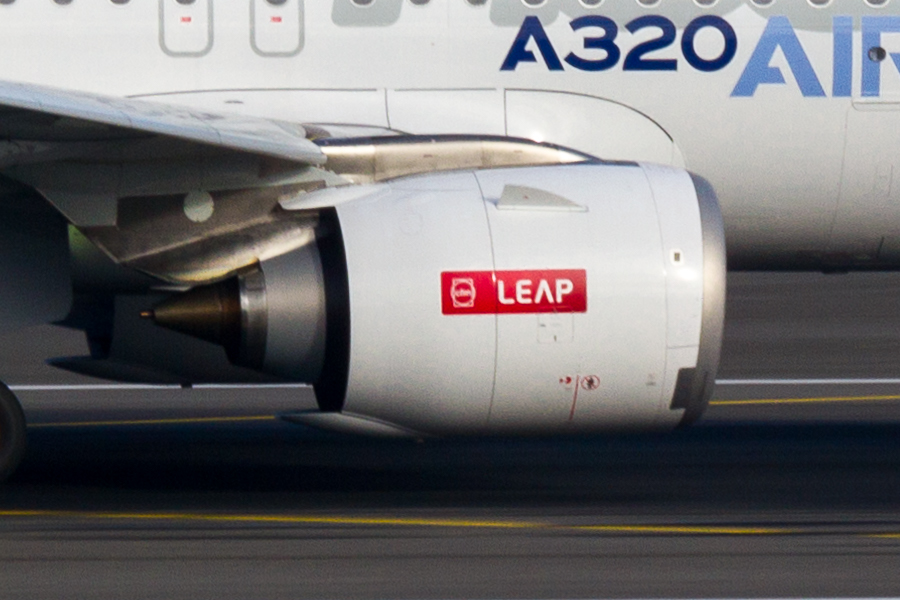
Động cơ CFM LEAP
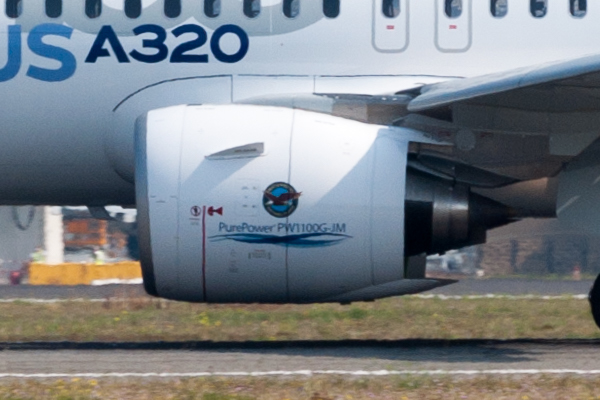
Động cơ PW1100G

### Quá trình thử nghiệm

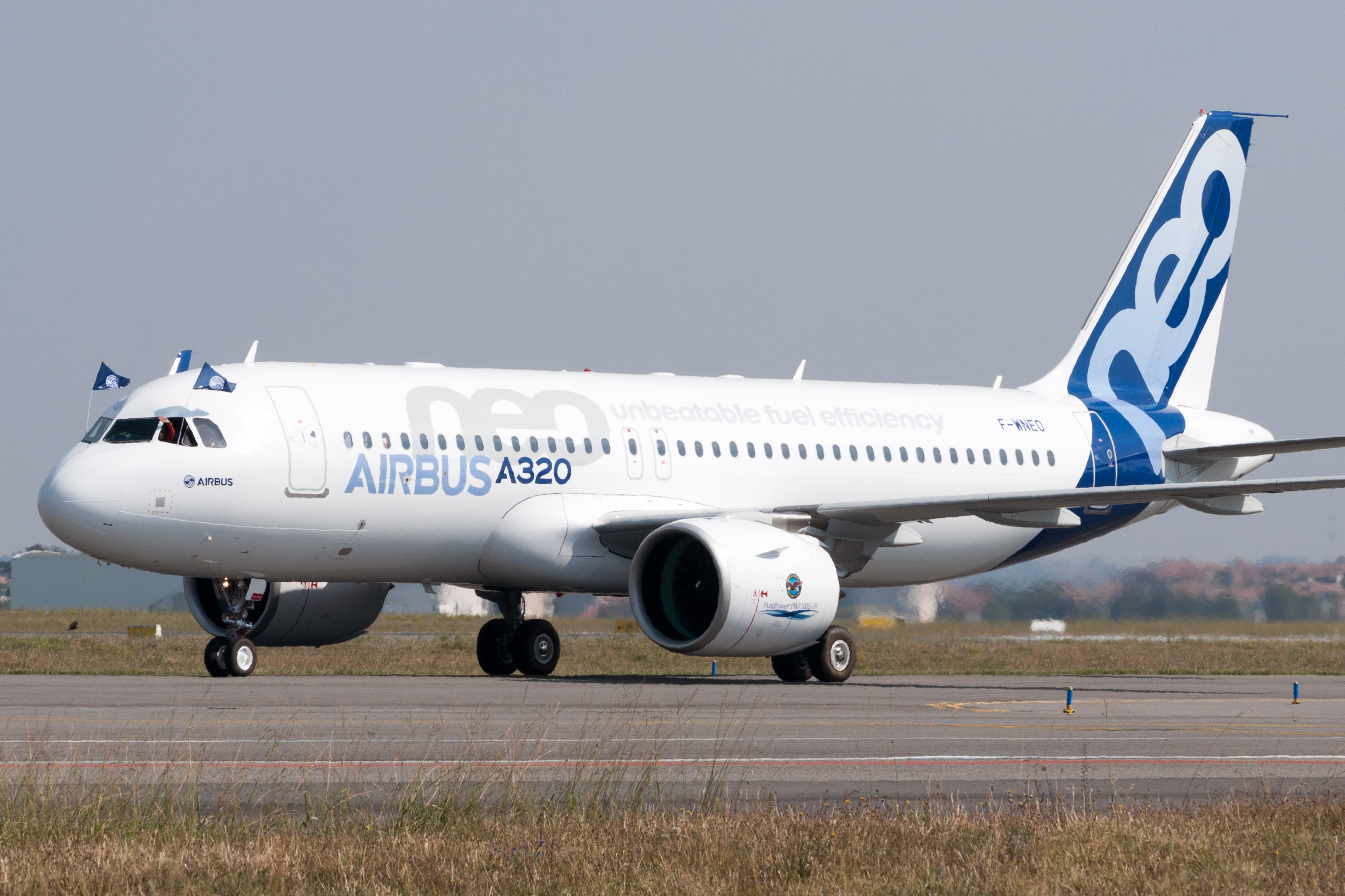
Chuyến bay đầu tiên ngày 25 tháng 9 năm 2014.

Chuyến bay đầu tiên của A320neo diễn ra vào ngày 25 tháng 9 năm 2014. Động cơ Pratt & Whitney PW1100G-JM ('GTF') đã được Cục Hàng không Liên bang chứng nhận vào ngày 19 tháng 12 năm 2014. Sau 36 tháng, A320neo và A321neo đã bay được 4.000 giờ để chứng nhận powerplant.
Trong số 4.000 giờ bay này, 2.250 là với PW GTF và 1.770 với CFM LEAP. Chương trình thử nghiệm đã kết thúc vào năm 2018 với việc hoàn thành thử nghiệm A319neo. Những thay đổi tác động đến chất lượng bay, hiệu suất và tích hợp hệ thống; đòi hỏi phải điều chỉnh lại hệ thống kiểm soát bay đáp ứng các yêu cầu chứng nhận loại đã phát triển từ năm 1988 và giúp giảm tốc độ V tối thiểu. Neo mới nặng hơn 1,8 tấn so với ceo, nhưng hiệu suất cất cánh và hạ cánh là như nhau, cánh tà điều chỉnh và góc nghiêng của cánh và độ lệch tăng thêm 5° để đối phó với lực đẩy cao hơn.
A320neo chỉ ồn bằng một nửa so với A320ceo khi cất cánh, 85 dB. Dòng A321neo sử dụng động cơ LEAP có tiếng ồn cầu vượt 83,3 dB, thấp hơn đáng kể so với động cơ CFM56 và V2500 cũ.

### Sản xuất

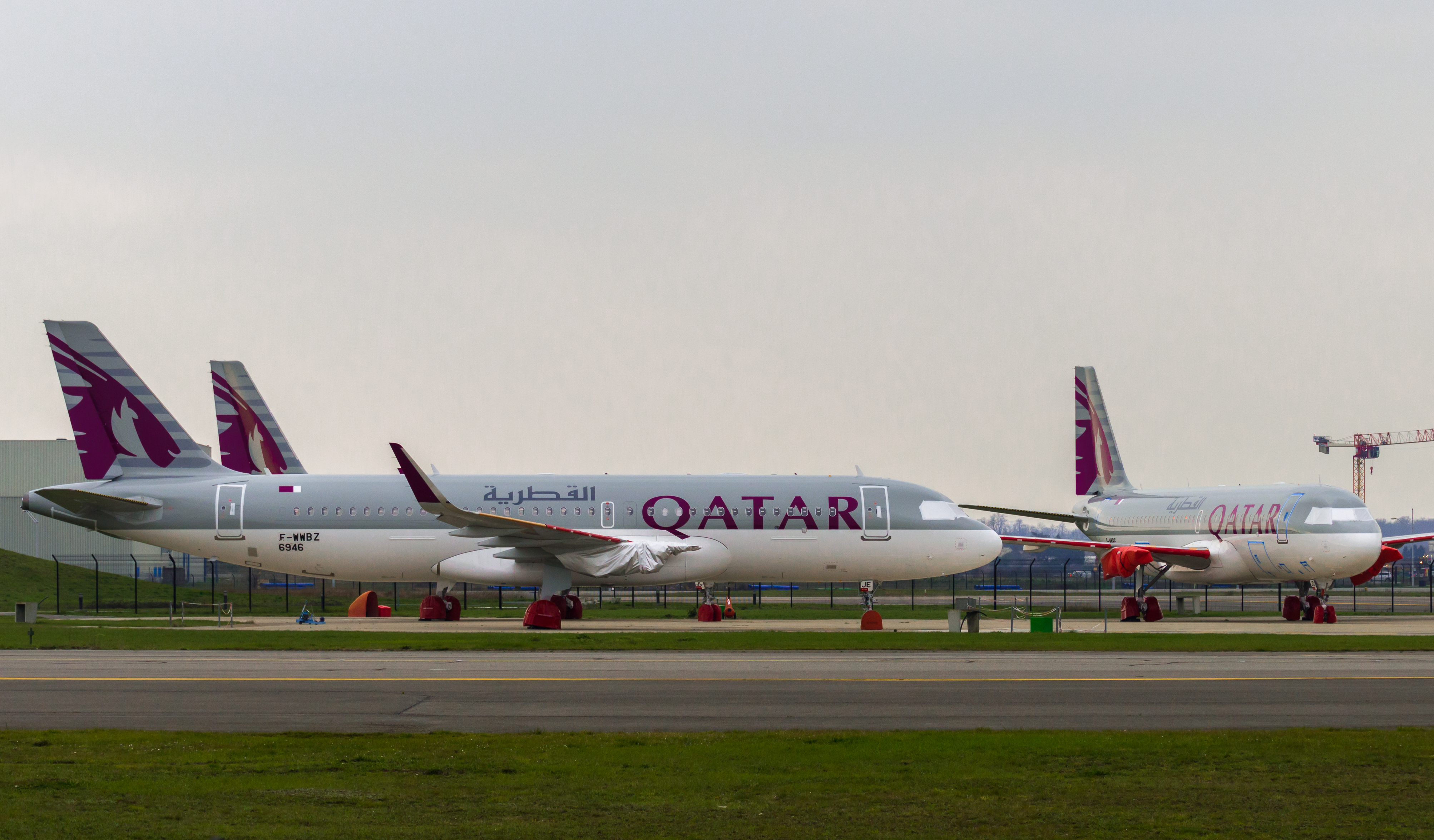
Máy bay A320neo của Qatar Airways đang đợi động cơ.

Giao hàng vào năm 2016. Lufthansa nhận được A320neo đầu tiên vào ngày 20 tháng 1 năm 2016. Dự kiến khoảng 200 máy bay sẽ được giao vào năm 2017, nhưng hãng Pratt & Whitney lại không thể đáp ứng đủ động cơ, khiến cho hơn 40 chiếc sẽ phải đợi động cơ. Dây chuyền lắp ráp tại Hamburg được khai trương vào tháng 7 năm 2017; Tính đến năm 2019 có 60 chiếc thuộc A320neo được sản xuất hàng tháng.
Chỉ với 90 chiếc A320neo được giao trong tháng 10 năm 2017, Airbus sẽ không đạt được mục tiêu 200 chiếc A320neo được sản xuất. Hơn 40 chiếc A320 đã được đỗ mà không có động cơ, nhưng với hầu hết các vấn đề về động cơ đã được giải quyết vào đầu năm 2018, hơn một nửa số máy bay trong dòng A320 được giao trong năm 2018 dự kiến sẽ là neo. Airbus dự kiến sẽ sản xuất 60 chiếc máy bay thân hẹp mỗi tháng vào giữa năm 2019. Airbus xác nhận kế hoạch đạt 63 chiếc hàng tháng từ năm 2018 và nghiên cứu 70 đến 75 vào năm 2019, mặc dù Safran, một trong hai đối tác của CFM và nhà sản xuất LEAP, không thể cam kết với khối lượng làm việc cao hơn.
Vào tháng 2 năm 2018, sự cố trên máy bay sử dụng PW1100G cùng với sự cố máy nén áp suất cao, EASA và Airbus đã cho ngừng bay một số chiếc trong dòng A320neo cho đến khi chúng được trang bị phụ tùng mới. Tính đến tháng 2 năm 2018, động cơ P&W đã bay 500.000 giờ kể từ khi giới thiệu và 113 máy bay trong dòng A320neo chạy bằng P&W cho 8 hãng hàng không. Airbus sau đó đã ngừng tiếp nhận động cơ PW1100G.
Động cơ PW1100G đã được sử dụng trở lại vào tháng 5 sau khi Pratt & Whitney khắc phục sự cố. Vào cuối tháng 6, Airbus dự kiến sẽ xuất xưởng khoảng 100 chiếc A320neo đang chờ động cơ và sẽ giao hầu hết chúng trong nửa sau của năm, để đạt mục tiêu bàn giao 800 máy bay vào năm 2018. Trong năm tháng đầu năm 2018, 69 chiếc đã được giao: 40% tổng số máy bay của hãng và gần 80% trong số chúng sử dụng động cơ CFM LEAP, 22 chiếc được giao vào tháng 5 được chia đều cho hai dòng động cơ.
Sau ba tháng tạm dừng, mục tiêu của 210 máy bay sử dụng PW1100G trong năm 2018 dự kiến sẽ bị lỡ từ 30 đến 40 chiếc trừ khi Pratt có thể tăng tốc sản xuất. Bernstein dự báo sẽ sản xuất ít hơn 50 chiếc so với kế hoạch và trở lại bình thường hóa năm 2019. Các máy bay vẫn có thể được giao sử dụng tùy chọn động cơ khác, neo hoặc ceo, vì 210 động cơ LEAP đã được đặt hàng. Sau khi 100 máy bay đậu đợi động cơ đã giảm xuống còn 86 vào cuối tháng 6. Máy bay thứ 500 trong dòng A320neo được giao vào tháng 10 năm 2018.
Vào tháng 7 năm 2019, với A321neo chiếm 40% doanh số. Tất cả các máy bay A321 hiện đang được lắp ráp tại Hamburg; một lựa chọn đang được xem xét sẽ là tái sử dụng dây chuyền lắp ráp A380 ở Toulouse. Trong nửa đầu năm 2019, Airbus đã giao 294 máy bay thuộc dòng A320 / A320neo, trong đó 71 chiếc A321neo và 163 là A320neo (tức là A321neo chiếm 30% số lượng).
Vào tháng 1 năm 2020, Airbus đã xác nhận rằng dây chuyền lắp ráp A380 sẽ được chuyển đổi cho A321neo vào giữa năm 2022, vì nhu cầu chưa từng có, đặc biệt là các biến thể A321 LR và XLR. Vào tháng Hai, Airbus có tăng tỷ lệ sản xuất vượt quá 63 mỗi tháng vào năm 2021, để đạt 65 hoặc 67 vào năm 2023. Vào tháng Tư, Airbus đã giảm tốc độ sản xuất trung bình xuống chiếc 40 mỗi tháng do ảnh hưởng của đại dịch COVID-19 đối với hàng không.

### Các hãng sử dụng

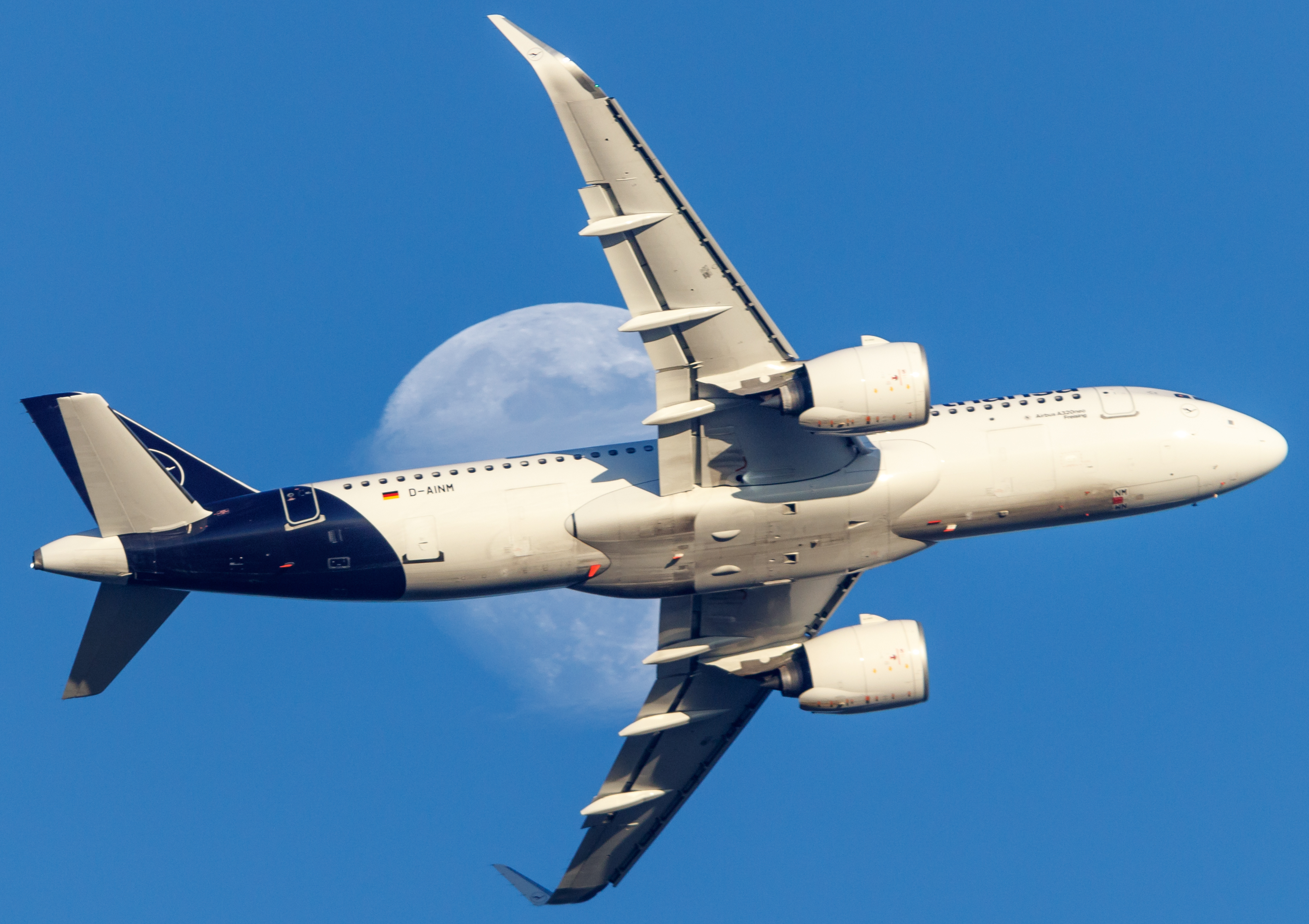
Lufthansa xác nhận mức tiết kiệm nhiên liệu P&W mang lại là 16%.

Tính đến tháng 1 năm 2019, ba năm sau khi được giới thiệu, 585 chiếc được đã phục vụ thương mại với hơn 60 hãng hàng không, dẫn đầu là IndiGo (87), Frontier Airlines (33) và China Southern (26). Lufthansa xác nhận mức tiết kiệm nhiên liệu P&W mang lại là 16%, 21% cho mỗi ghế khi tăng từ 168 chỗ ngồi ở ceo lên 180 chỗ ở neo, trong khi Avianca tuyên bố động cơ LEAP hiệu quả hơn 15-20%, yên tĩnh hơn, giảm mức tiêu thụ dầu và bảo dưỡng định kỳ. Việc sản xuất LEAP gặp vấn đề dẫn đến sự chậm trễ trong việc giao hàng, không có hậu quả đáng kể cho Avianca hoặc AirAsia.
Airbus đạt được mục tiêu 60 chiếc giao hàng mỗi tháng vào giữa năm 2019. Trong số 6.362 đơn đặt hàng, 2.456 là dành cho động cơ CFM LEAP (38,6%), 1.869 cho Pratt & Whitney PW1100G (29,4%) và 2.037 chưa xác định động cơ (32%). Đến ngày 30 tháng 6 năm 2019, Safran tuyên bố động cơ LEAP chiếm 61% thị phần trong dòng A320neo, với 44 hãng hàng không khai thác 454 máy bay chạy bằng Leap đã tích lũy được 3,3 triệu giờ bay.
Vào tháng 7 năm 2019, Airbus đã tiết lộ hai vấn đề ảnh hưởng đến chiếc A320neo và A321neo. Cả hai vấn đề được phát hiện trong quá trình phân tích và thử nghiệm trong phòng thí nghiệm, và không gặp phải trong thực tế. Airbus đã giải quyết các vấn đề thông qua các bản sửa đổi tạm thời trong hướng dẫn bay, sẽ cập nhật phần mềm kiểm soát chuyến bay vào năm 2020. Khi Lufthansa chờ đợi bản cập nhật phần mềm chuyến bay năm 2020, họ đã chặn hàng ghế cuối cùng của máy bay, còn 174 chỗ ngồi.

## Biến thể
Airbus cung cấp ba biến thể của dòng A320neo: A319, A320 và A321. Biến thể cho Airbus A318 có thể được phát triển nếu cần.

### A319neo

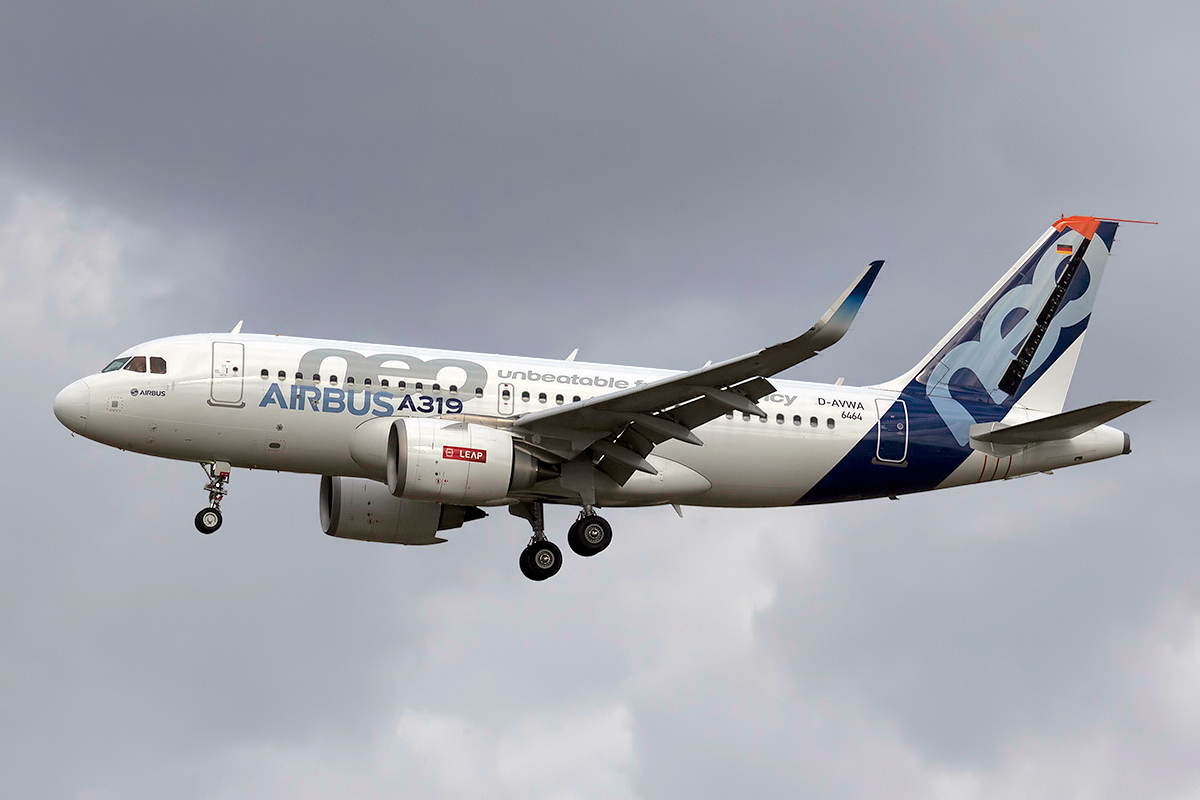
A319neo trong quá trình thử nghiệm.

Biến thể ngắn nhất có thể chứa tới 160 hành khách hoặc 140 người trong cấu hình hai hạng ghế, với tầm bay lên tới 6.940 km (3.750 dặm). Phiên bản ACJ có thể chứa tám hành khách và bay 6.750 dặm (12.500 km) hoặc 15 giờ.
Qatar Airways sẽ là khách hàng ra mắt nhưng hãng đã nâng cấp đơn đặt hàng lên chiếc A320neo lớn hơn vào cuối năm 2013. Không có hãng hàng không nào sử dụng để ra mắt kể từ đó.
Chuyến bay đầu tiên thực hiện vào ngày 31 tháng 3 năm 2017, sử dụng động cơ CFM LEAP. Sau 500 giờ bay, A319neo do sử dụng LEAP đạt được Chứng nhận Loại FAA / EASA vào ngày 21 tháng 12 năm 2018, cho phép nó đi vào hoạt động thương mại trong nửa đầu năm 2019. Vào thời điểm đó, có 53 đơn đặt hàng, trong đó có 17 đơn đặt hàng với động cơ LEAP: 12 cho Avianca, bốn cho một nhà điều hành Trung Quốc chưa được xác nhận và một ACJ319neo; và 36 đơn không có lựa chọn động cơ: tám cho Avianca, 26 cho khách hàng không báo trước và hai ACJ319neo. Kể từ tháng 12 năm 2018, chứng nhận cho phiên bản chạy bằng PW1100G dự kiến cuối năm 2019, với cùng một máy bay thử nghiệm sẽ trải qua 200 giờ thử nghiệm bay.
Vào tháng 1 năm 2019, dự án A319neo chỉ là một phần nhỏ so với A220, sau khi xác nhận đơn đặt hàng từ JetBlue và Moxy cho 60 chiếc A220. Cũng trong tháng 1 năm 2019, Airbus đã xác nhận rằng, mặc dù các đơn đặt hàng ít hơn do cạnh tranh với A220-300, nhưng họ không có kế hoạch ngừng phát triển A319neo.
Biến thể sử dụng Pratt & Whitney đã thực hiện chuyến bay đầu tiên vào ngày 25 tháng 4 năm 2019. Nó đã đạt được chứng nhận loại EASA vào cuối tháng 11 năm 2019, sau 240 giờ bay.

### A320neo

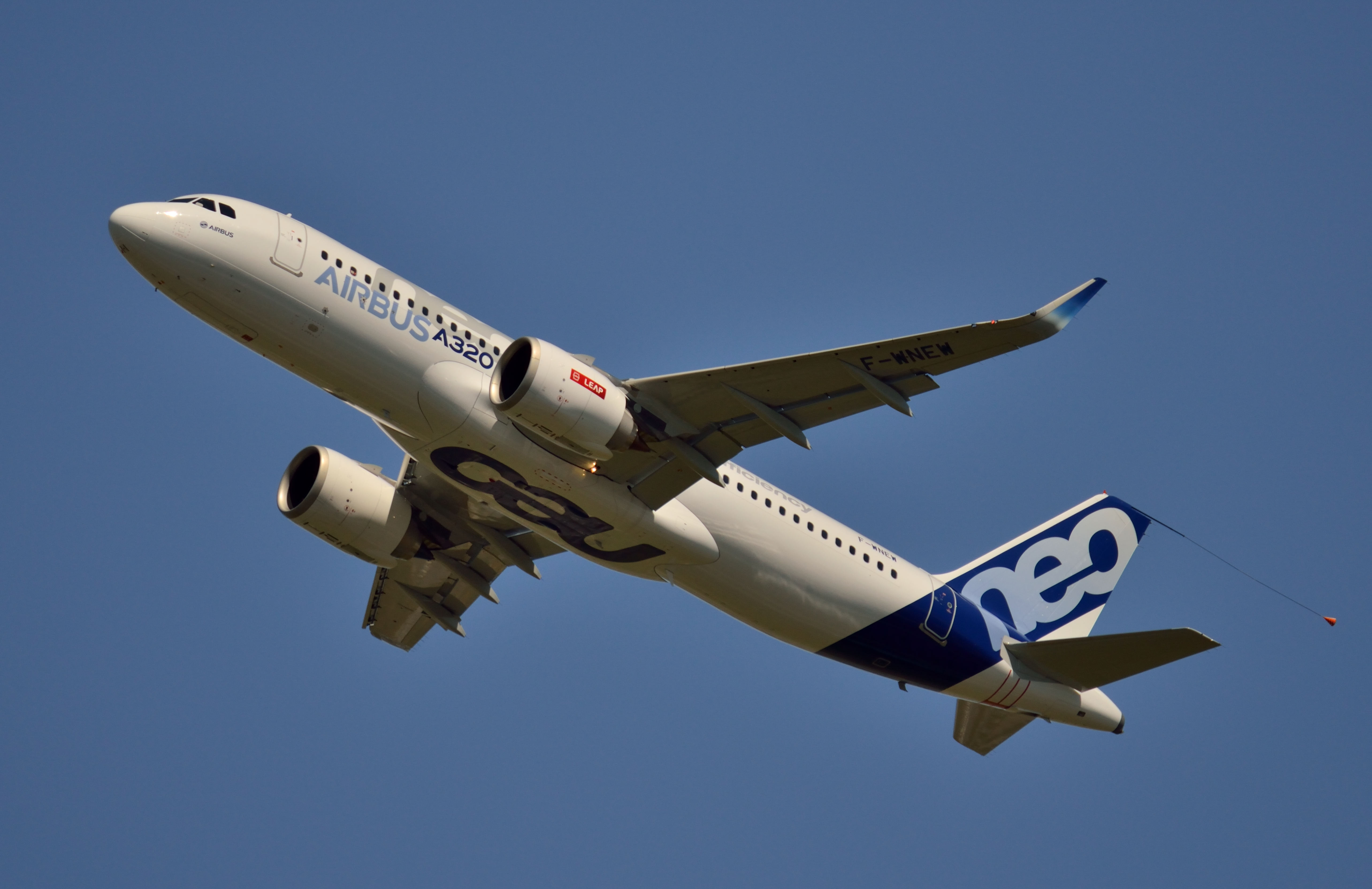
Một phiên bản của dòng A320neo

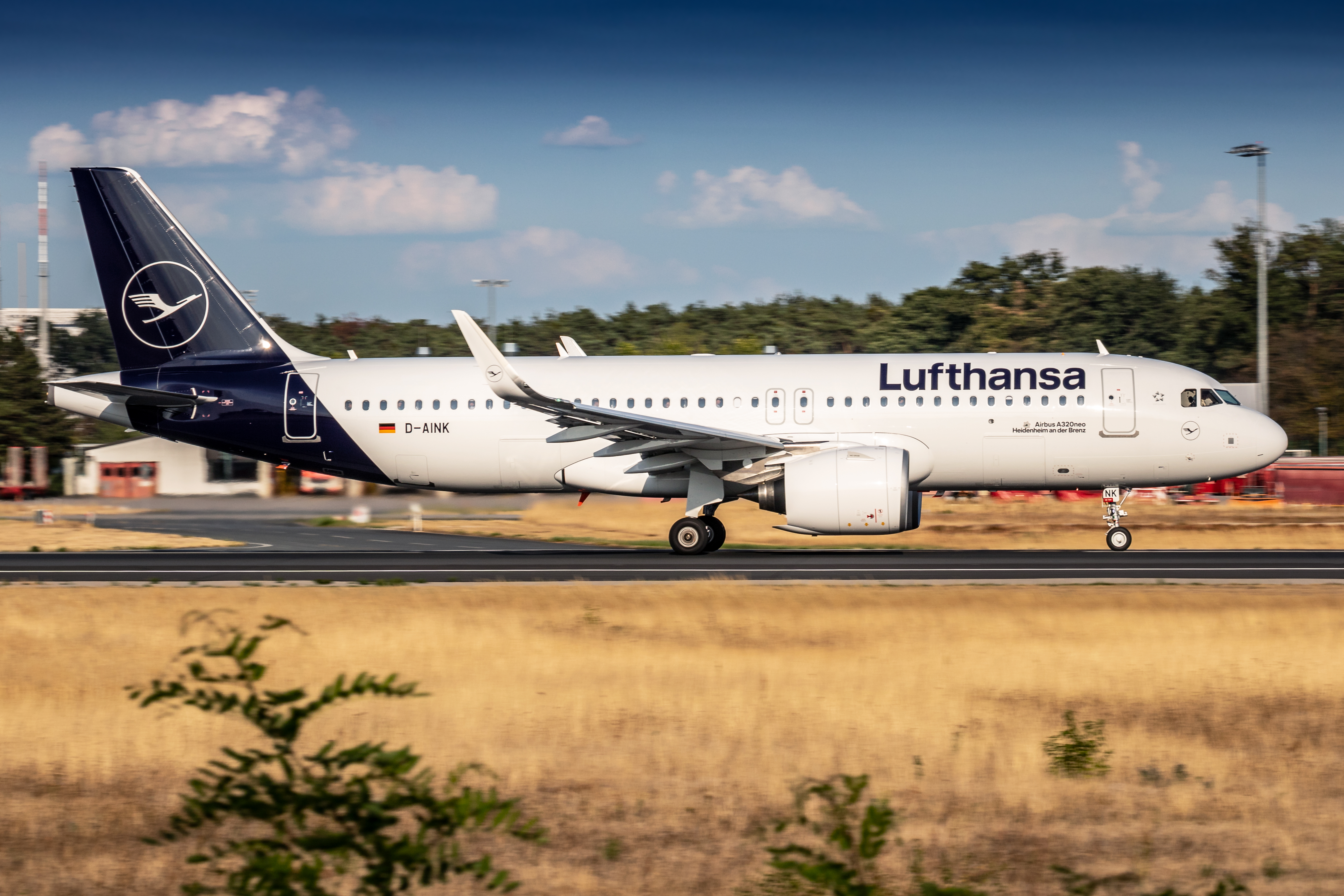
Lufthansa là hãng đầu tiên sử dụng dòng A320neo vào đầu năm 2016.

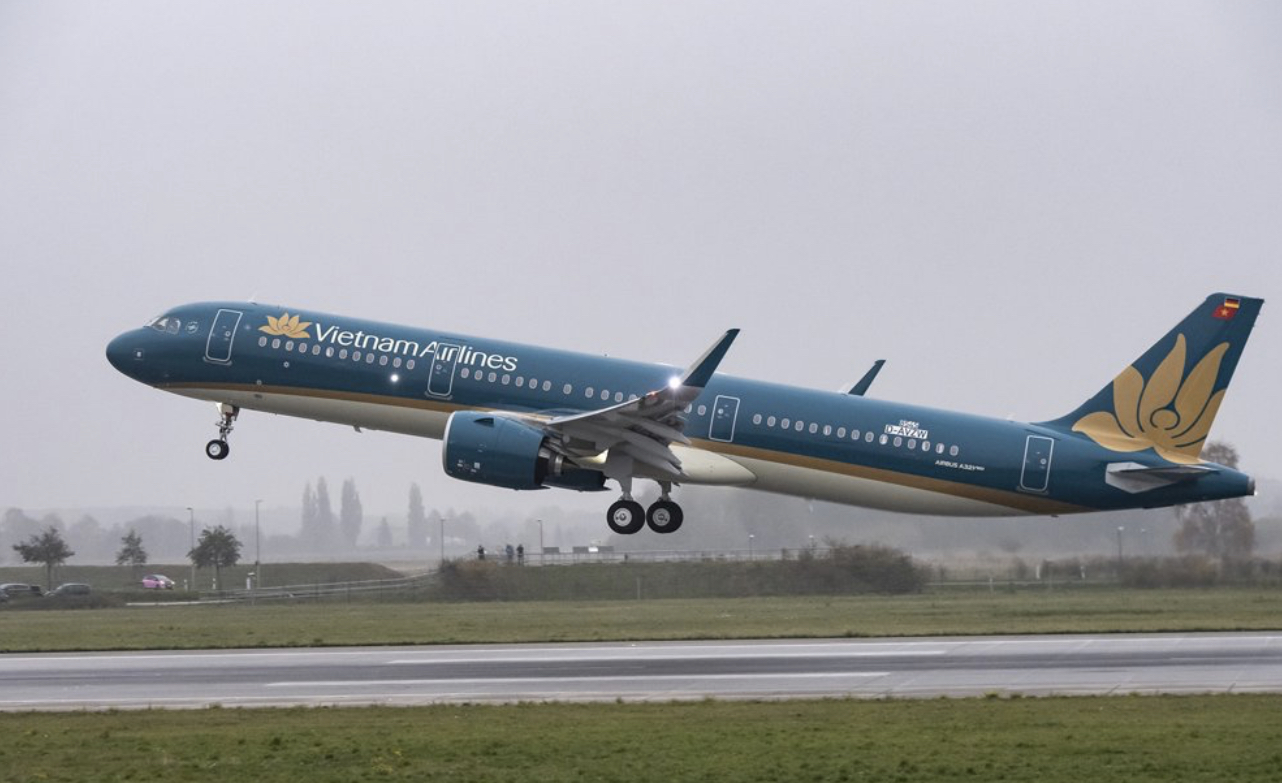
Airbus A321neo của Hãng hàng không Quốc gia Việt Nam

#### Mốc thời gian
Chiếc A320neo đầu tiên xuất xưởng nhà máy Airbus ở Toulouse vào ngày 1 tháng 7 năm 2014. Bay lần đầu vào ngày 25 tháng 9 năm 2014. Chứng nhận về kiểu loại từ Cơ quan An toàn Hàng không Châu Âu và Cục Hàng không Liên bang được cấp vào ngày 24 tháng 11 năm 2015. Gần 28 năm sau chiếc A320 đầu tiên, vào ngày 25 tháng 1 năm 2016, chiếc A320neo đi vào hoạt động với Lufthansa, khách hàng ra mắt của loại máy bay này.

#### Độ tin cậy
Sáu tháng sau tại Farnborough Airshow, John Leahy đã thông báo rằng 8 chiếc máy bay A320neo đang hoạt động đã đạt độ tin cậy 99,7%. Tính đến cuối tháng 2/2017, có 28.105 chuyến bay đã được thực hiện bằng máy bay A320neo với 134 lần hủy chuyến, tỷ lệ hoàn thành là 99,5%. Spirit Airlines báo cáo sự cố động cơ Pratt & Whitney PW1000G trên 4 chiếc A320neo của hãng và không thể bay chúng ở độ cao hơn 30.000 ft (9.100 m) vì hệ thống thoát khí đôi khi bị đóng băng do nhiệt độ lạnh; vấn đề tương tự đã được báo cáo bởi IndiGo.

#### Hiệu quả
Sau một năm hoạt động, Lufthansa đã xác nhận hiệu suất tăng 20% cho mỗi hành khách khi bố trí 180 chỗ ngồi, cùng với việc giảm tiếng ồn và khí thải CO₂. Các hãng hàng không xác nhận mức tiết kiệm nhiên liệu 15% trên mỗi chỗ ngồi.

#### Giao hàng
Tính đến tháng 3/2017, 88 chiếc A320neo đã được bàn giao cho 20 hãng hàng không, 49 chiếc với PW1000G và 39 chiếc với CFM International LEAP-1A, và đã tích lũy hơn 57.600 giờ bay; trên 142 đường bay với chiều dài chặng trung bình là 900 nmi (1.700 km; 1.000 mi). Airbus có kế hoạch giao khoảng 200 chiếc A320neo vào năm 2017. Trong năm 2018, những chiếc A320neo có giá 49 triệu USD, tăng 1-2% mỗi năm và được cho thuê với giá 330.000-350.000 USD mỗi tháng (0,67-0,71%) do cạnh tranh gay gắt, trong khi một chiếc A320ceo gần đây được cho thuê với giá 300.000 USD. Năm 2018, giá niêm yết của A320neo là 110,6 triệu USD.

#### Bản quân sự A320M3A
Airbus đang phát triển một biến thể A320neo cho các nhiệm vụ của ISR, như tuần tra hàng hải và tác chiến chống tàu ngầm cũng như vận tải quân sự. Máy bay cũng có thể thực hiện các nhiệm vụ chở hành khách, quân đội, VIPs, bệnh nhân hoặc hàng hóa. Máy bay có thể được trang bị khoang chứa vũ khí, hệ thống tự bảo vệ hoặc máy dò từ tính và có thể nhận tín hiệu tình báo.

### A321neo

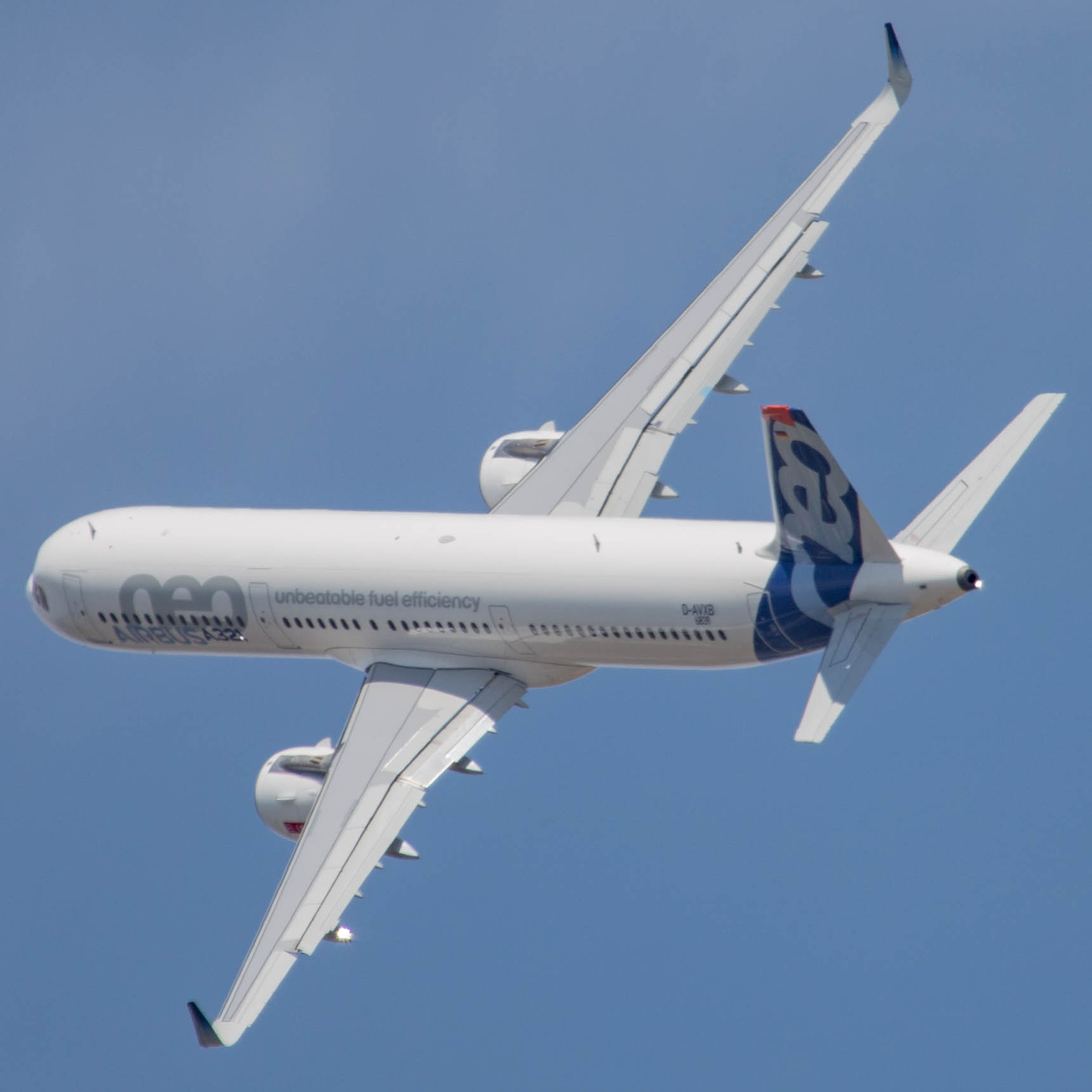
Một biến thể của dòng A321neo với cấu hình cửa cũ của dòng neo.

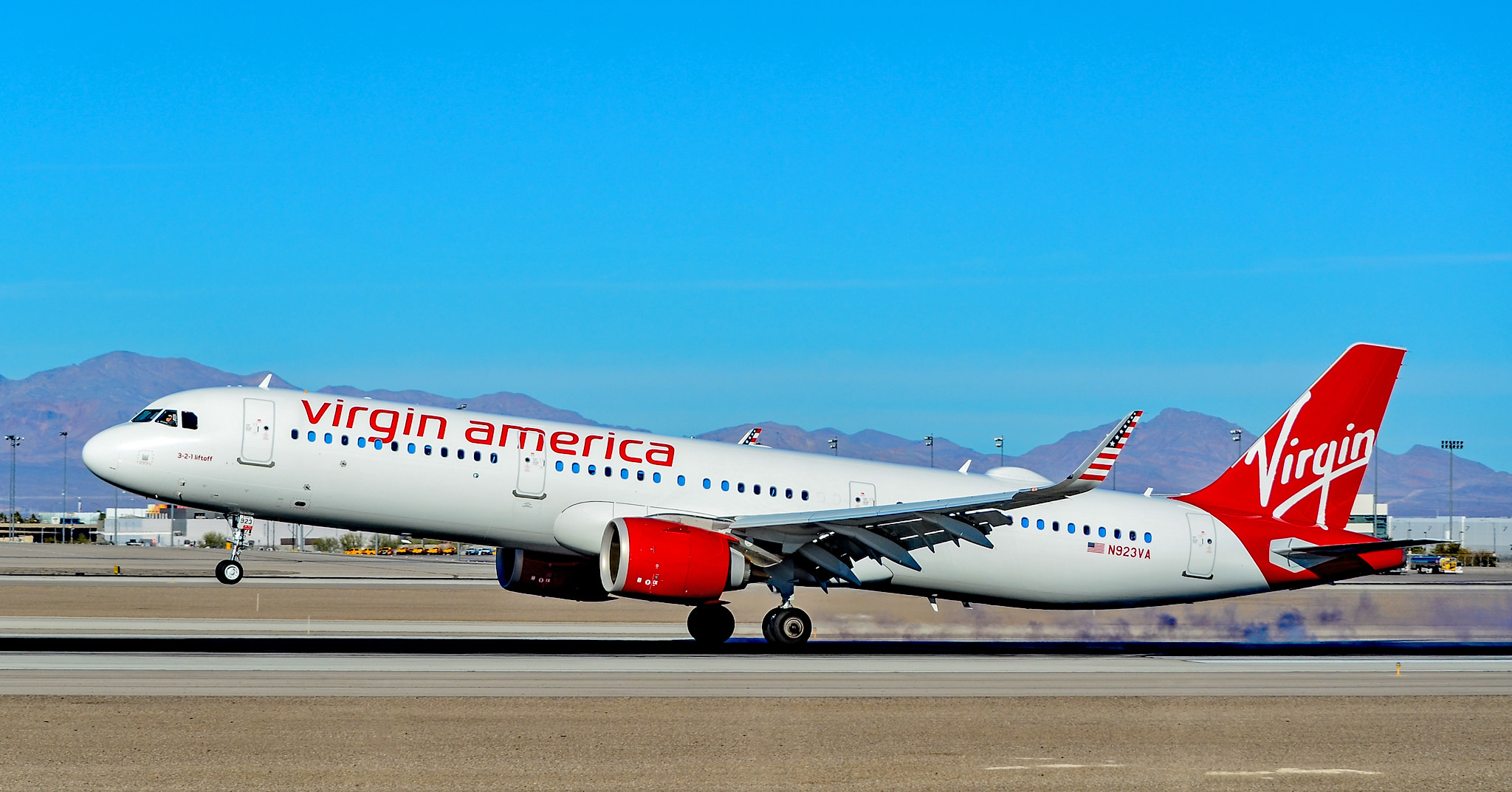
Virgin America nhận chiếc A321neo đầu tiên và đem ra sử dụng vào 5/2017

Biến thể kéo dài này được cải tạo cấu trúc ở càng hạ cánh và cánh, tăng tải trọng của cánh và các sửa đổi nhỏ khác cho phép tải tối đa tăng cao hơn. Với sức chứa có thể lên đến 240 khách; tầm bay tối đa đạt được 7400 km (phiên bản LR); sải cánh dài 35,8m; chiều cao máy bay 11,76m; tổng chiều dài 44,51m. Máy bay được trang bị động cơ CFM International LEAP-1A và Pratt & Whitney's PurePower PW1100G-JM turbofan - cùng với thiết bị đầu cánh tiết kiệm nhiên liệu Sharklet.
Khách hàng đầu tiên là ILFC. Nguyên mẫu Airbus A321neo D-AVXB, bay lần đầu vào ngày 9 tháng 2 năm 2016. Nó gặp nạn ba ngày sau đó và được đưa đến Toulouse để sửa chữa, khiến chương trình cấp chứng nhận bị trì hoãn trong vài tuần.
A321neo đã nhận được cấp chứng nhận kiểu loại với động cơ Pratt & Whitney vào ngày 15 tháng 12 năm 2016, và CFM Leap vào ngày 1 tháng 3 năm 2017. Chiếc A321neo đầu tiên do GECAS thuê đã được giao tại Hamburg cho Virgin America, có cấu hình 184 chỗ ngồi và sử dụng động cơ LEAP, đi vào hoạt động vào tháng 5 năm 2017.
Trọng lượng rỗng nặng hơn 1,8 tấn so với ceo do động cơ mới và các sửa đổi liên quan đến khung máy bay: giá treo động cơ, cấu trúc cánh. Ở cùng trọng lượng tối đa, nó đạt đến độ cao hành trình trước khoảng 40 km và sớm hơn 4 phút so với CEO.
Ở 10.000 m và −2 °C tải trọng 67 t (148.000 lb), A321neo đốt cháy 2.200 kg nhiên liệu mỗi giờ (4.850 lb/h) với vận tốc Mach 0,76/928 km/h và 2.440 kg/h ở tốc độ Mach 0,80 / 527 hải lý (976 km / h).
Đến tháng 1 năm 2018, A321neo đã nhận được 1.920 đơn đặt hàng, vượt quá đơn đặt hàng cho A321ceo. Vào thời điểm này, A321neo chiếm 32% tổng số đơn đặt hàng dòng A320neo, trong khi chiếc A321 ban đầu chỉ chiếm 22% đơn đặt hàng dòng A320ceo. Năm 2018, giá niêm yết của A321neo là 129,5 triệu đô la Mỹ.

#### Chậm trễ trong giao hàng

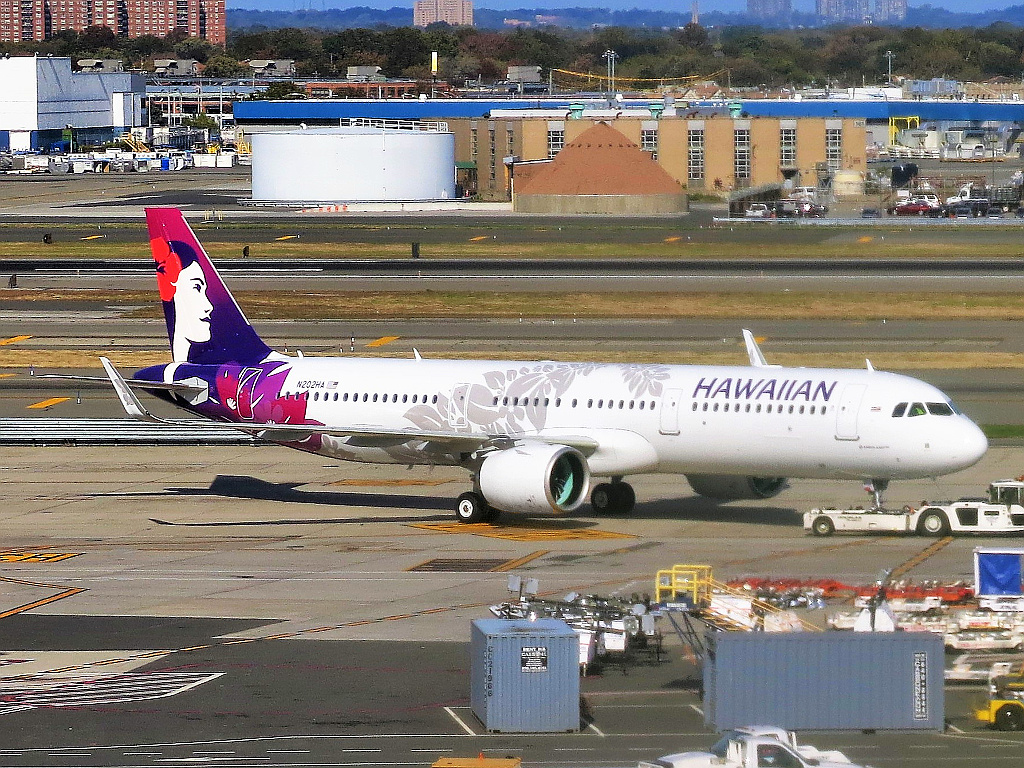
Hawaiian Airlines' A321neo.

Pratt & Whitney gặp phải các vấn đề với động cơ PW1100G, việc sửa lỗi đã ảnh hưởng đến việc giao hàng. Cebu Pacific dự kiến sẽ nhận 3 chiếc A321neo đầu tiên vào của mình vào cuối năm 2017 nhưng đã đồng ý hoãn chúng lại. Air New Zealand có ít nhất bảy chiếc A321neo trong 13 đơn đặt dòng A320 của mình, tăng 27% sức chứa chỗ ngồi so với A320neo hiện đang được sử dụng trên các đường bay quốc tế chặng ngắn, chủ yếu đến Úc; các neo sẽ bị hoãn đến tháng 7 năm 2018 đối với A320neo và tháng 9 năm 2018 đối với A321neo
Hai chiếc A321neo đầu tiên của Hawaii đã được giao vào năm 2017 trước mùa cao điểm mùa đông sắp tới nhưng đã bị hoãn đến đầu năm 2018, một sự chậm trễ "khó chịu", với 9 chiếc khác vào năm 2018, chủ yếu là trong nửa đầu năm. Họ dự định mở các đường bay ít khách đến đất liền Hoa Kỳ chẳng hạn như Portland đến Maui.

#### Airbus Cabin Flex (ACF)
Bằng cách thay thế cặp cửa thứ hai ở phía trước cánh (R2 / L2) bằng cặp cửa thoát hiểm thứ hai mới phía trên cánh, sức chứa của A321neo tăng từ 220 chỗ lên 240 chỗ và tiết kiệm nhiên liệu trên mỗi ghế tăng 6%. Các thay đổi sẽ làm nặng thêm 100 kg. Những chiếc A321 ban đầu có cấu hình cửa thoát hiểm của A321ceo với bốn cặp cửa thoát hiểm.
Cặp cửa thứ ba (R3 / L3), phía sau cánh, được di chuyển về phía sau. Vào tháng 10 năm 2017, chiếc A321neo ACF đầu tiên đã được xuất xưởng tại Hamburg. Nó được cho ra mắt vào ngày 5 tháng 1 năm 2018 và sẽ được thử nghiệm trên mặt đất trước chuyến bay đầu tiên trong những tuần tiếp theo. Nó sẽ được giao vào giữa năm 2018. Nó thực hiện chuyến bay đầu tiên vào ngày 31 tháng 1 năm 2018.
Sức chứa tối đa 240 khách và có thể tăng lên 244; EASA cho phép tối đa 244 hành khách còn FAA giới hạn nó ở mức 200 tùy thuộc vào cấu hình cửa. Bốn cấu hình cửa khác nhau được sắp xếp như hình dưới đây.

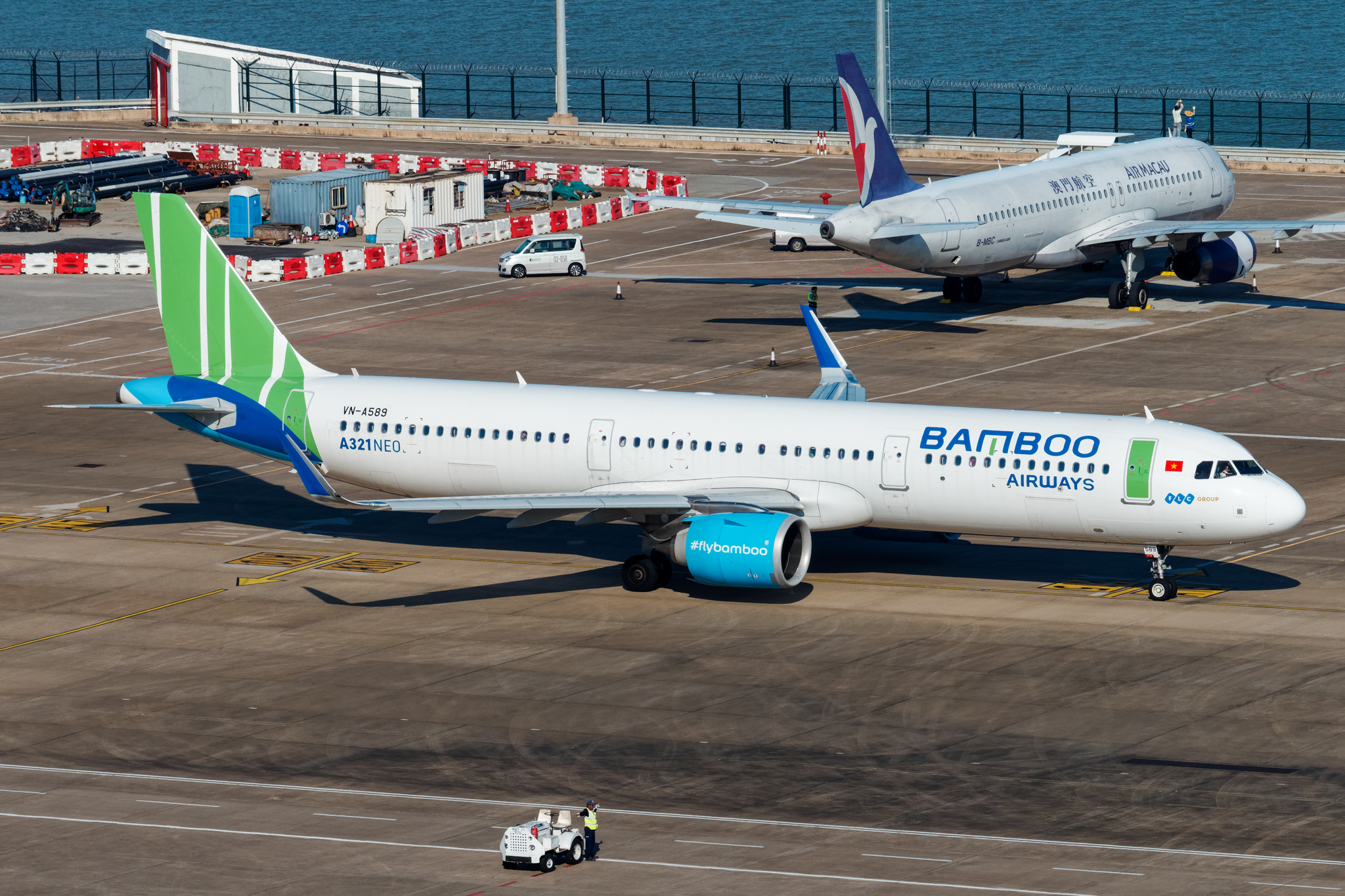
A321neo của Bamboo Airways với cấu hình 4 cửa thoát hiểm nguyên bản (tối đa 230 khách). Cấu hình cửa này đã được ngưng sản xuất với chủ trương lấy ACF làm cấu hình tiêu chuẩn cho mọi khung thân A321neo sản xuất mới sau này.
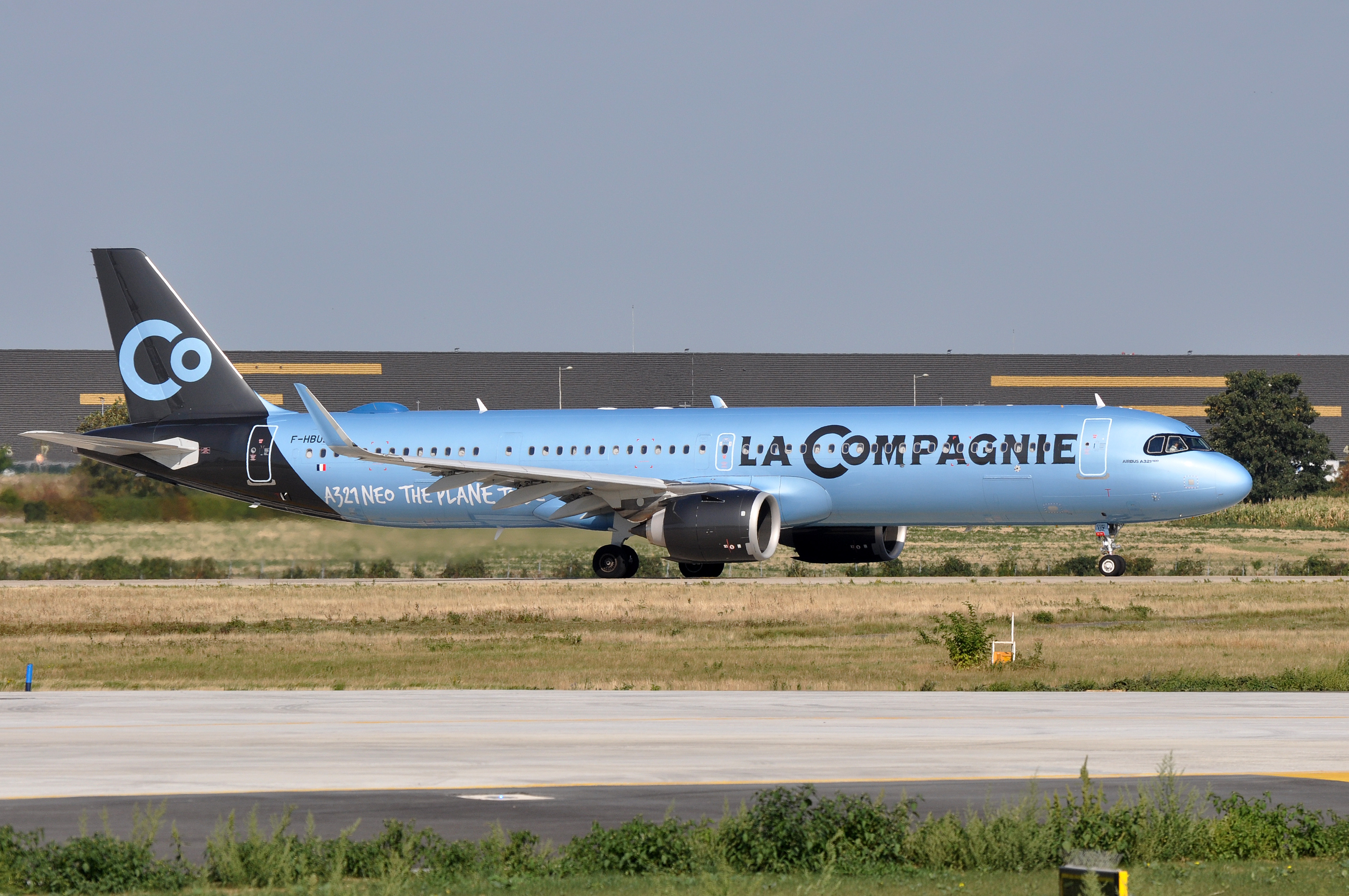
A321neo của La Compagnie có 1 cặp cửa thoát hiểm nhỏ trên cánh và 1 cặp cửa nhỏ phía sau cánh (tối đa 165 khách).
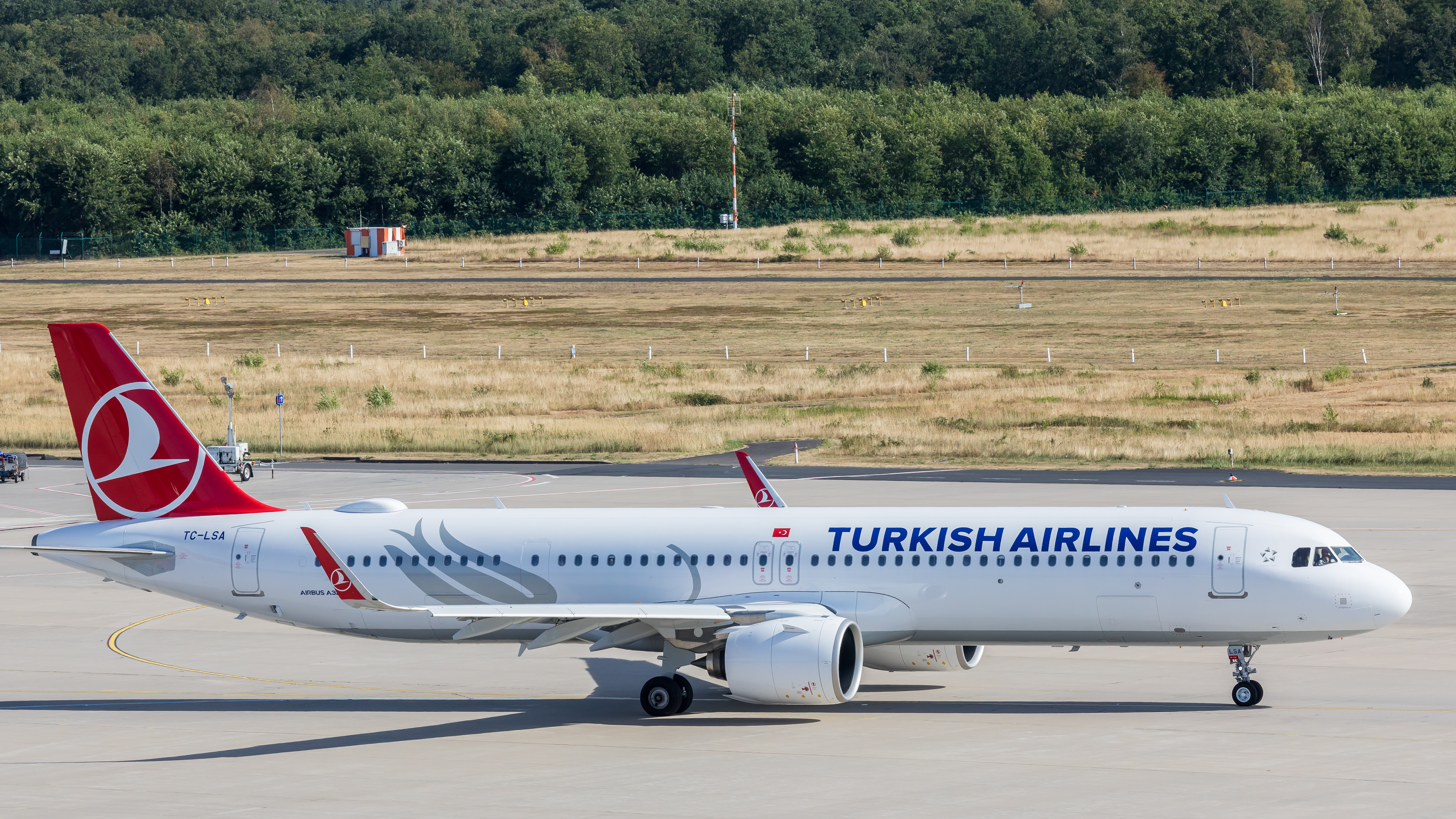
A321neo của Turkish Airlines có 2 cặp cửa thoát hiểm nhỏ trên cánh và 1 cặp cửa thoát hiểm nhỏ phía sau cánh (tối đa 195 khách).
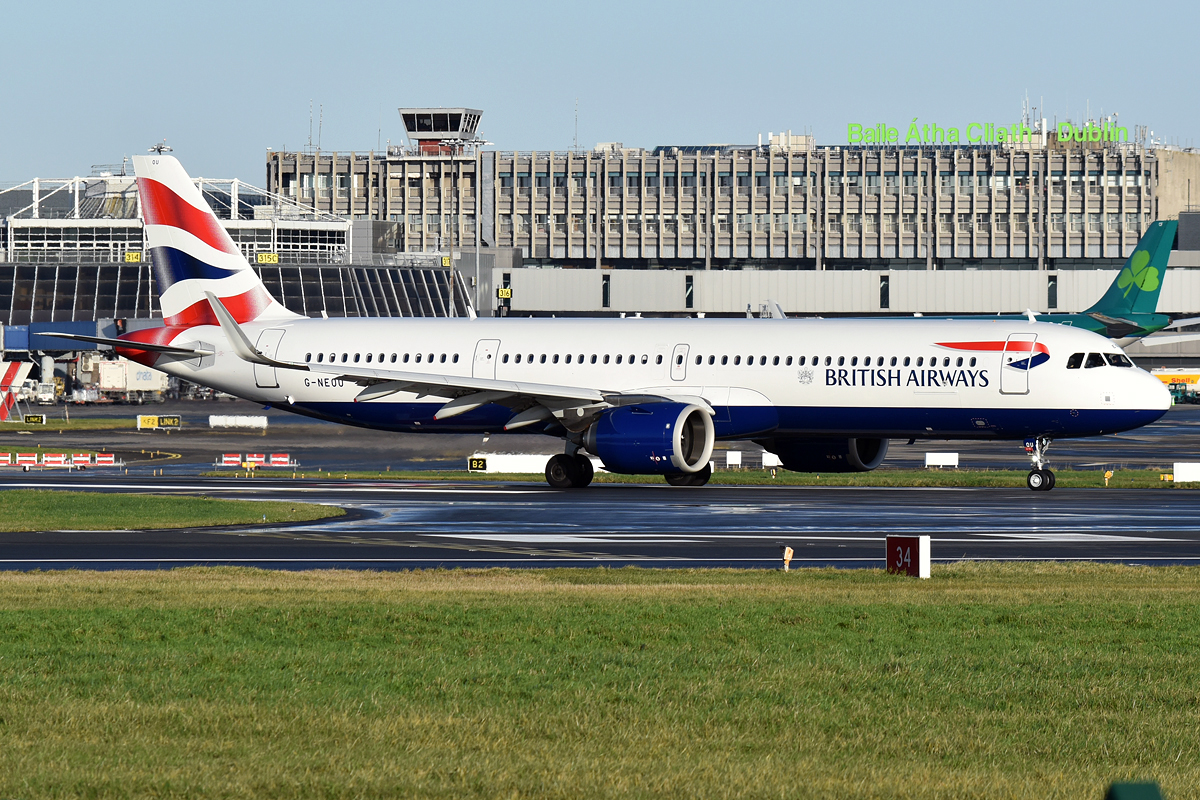
A321neo của British Airways có 1 cặp cửa thoát hiểm nhỏ trên cánh và 1 cặp cửa thoát hiểm to phía sau cánh (tối đa 220 khách).
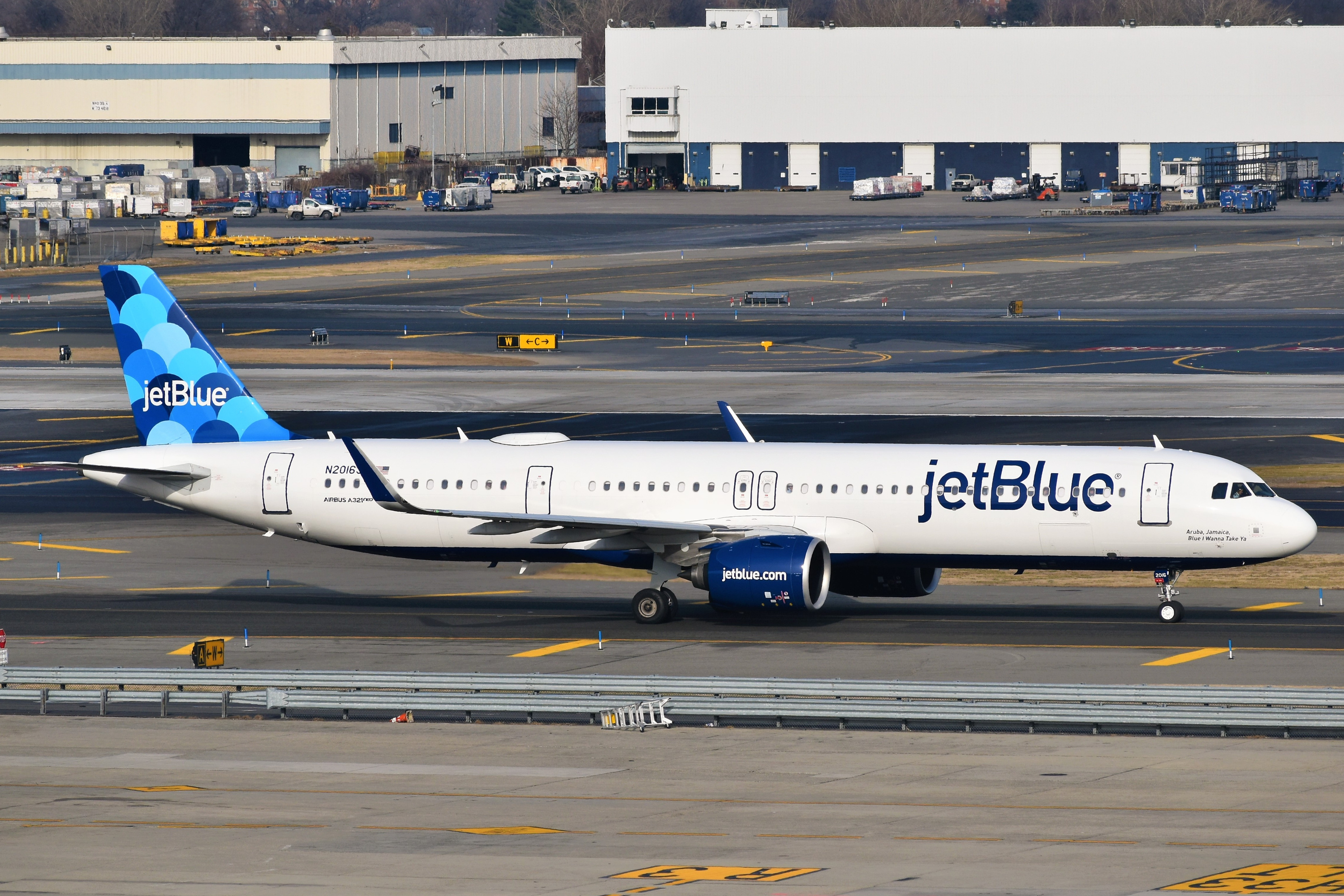
A321neo của jetBlue có 2 cửa thoát hiểm nhỏ trên cánh và 1 cửa thoát hiểm to phía sau cánh (tối đa 244 khách).

#### A321LR

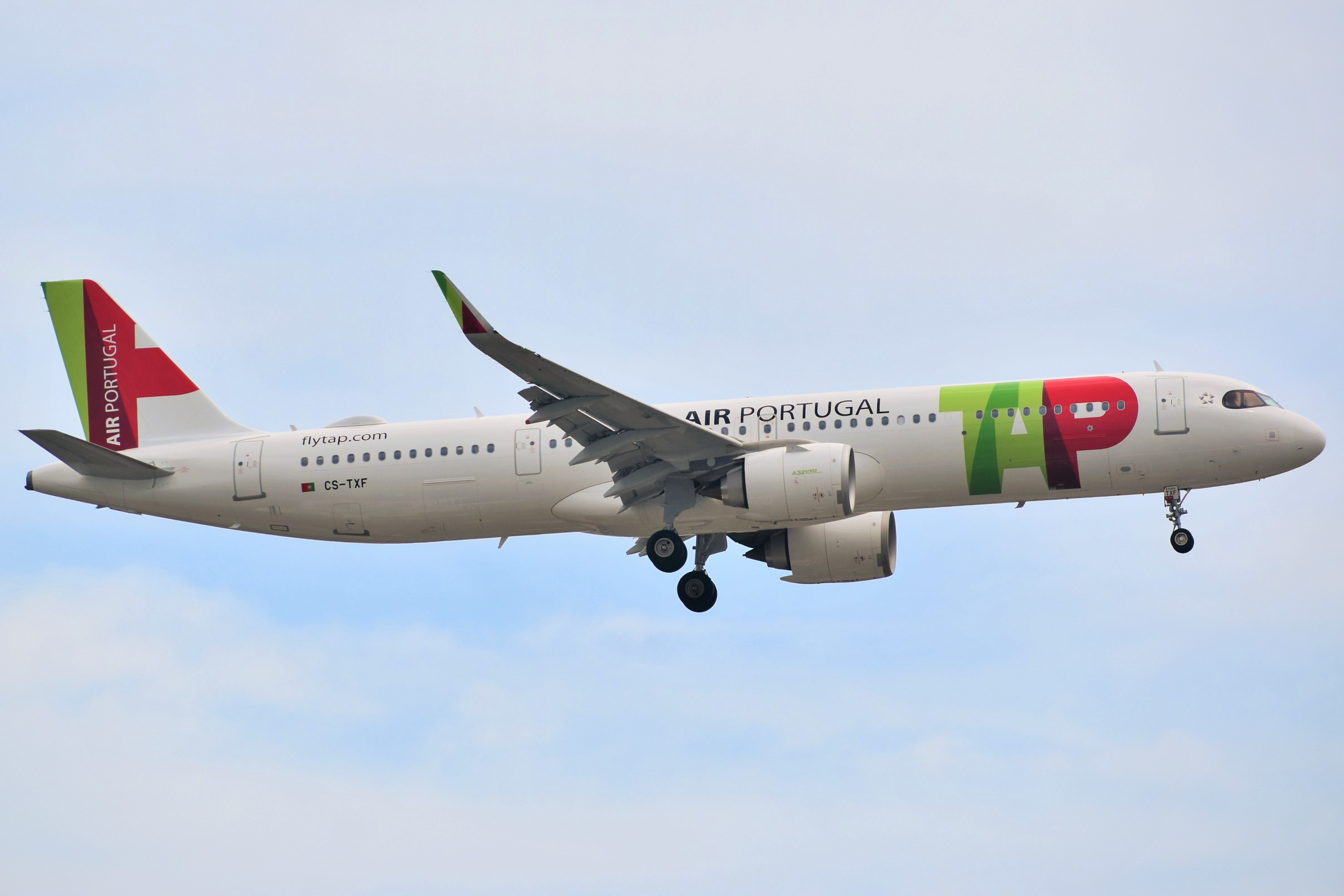
Airbus A321LR của TAP Air Portugal

Vào tháng 10 năm 2014, Airbus giới thiệu một biến thể với 164 ghế, trọng lượng cất cánh tối đa 97 t (214.000 lb) với ba thùng nhiên liệu phụ, được gọi là A321neoLR (Long Range) so sánh với Boeing 757-200 thì tầm bay tăng hơn 190 km chi phí vận hành giảm 27% và chi phí cho mỗi chỗ ngồi thấp hơn 24%; được lên kế hoạch xuất hiện lần đầu vào nửa cuối năm 2018, hai năm sau A321neo.

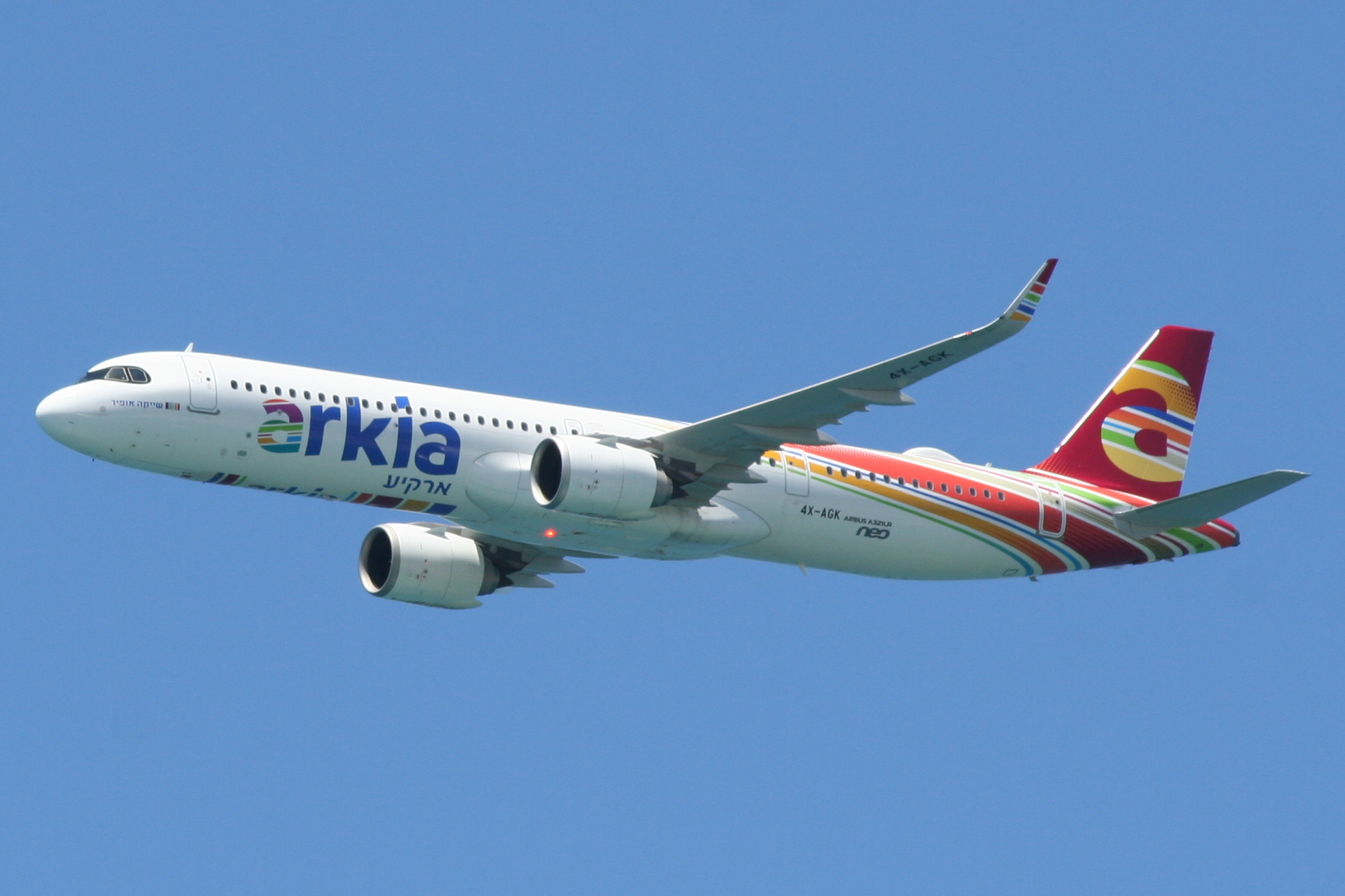
Arkia Nhận được chiếc A321LR đầu tiên vào ngày 13 tháng 2018.

Airbus đã ra mắt chiếc A321LR vào ngày 13 tháng 1 năm 2015 với Air Lease Corporation là khách hàng ra mắt, với hy vọng bán được 1.000 chiếc của biến thể này. Cấu hình ban đầu gồm 164 chỗ ngồi (20 hạng thương gia, 30 hạng phổ thông cao cấp và 114 hạng phổ thông) được thay thế bằng cấu hình 206 chỗ (16 hạng thương gia và 190 hạng phổ thông). Tầm bay là 7.400 km, xa hơn 930 km chiếc A321neo. A321LR là sự thay thế hoàn hảo cho 757 trên thị trường. A321LR sẽ có kiểu bố trí Cabin Flex và sẽ được giao lần đầu vào Quý 4 năm 2018.
Các chuyến bay thử nghiệm bao gồm máy bay chạy bằng động cơ Leap, tầm bay 7.600 km, bay trong khoảng thời gian gần 11 giờ với 5 phi hành đoàn và 11 kỹ thuật viên.
Airbus đã công bố chứng nhận FAA / EASA của mình vào ngày 2 tháng 10 năm 2018, bao gồm ETOPS lên đến 180 phút cho phép bất kỳ tuyến đường xuyên Đại Tây Dương nào. Do hãng khai thác ban đầu Primera Air đã ngừng hoạt động, chiếc đầu tiên sẽ được giao cho hãng Arkia của Israel, trong khi 120 đơn đặt hàng từ 12 hãng: Norwegian, TAP Air Portugal, Air Transat, Aer Lingus, Air Astana, Air Arabia và Azores Airlines sẽ được giao từ năm 2019, Jetstar và Peach vào năm 2020. Vào ngày 13 tháng 11 năm 2018, Arkia đã nhận được chiếc A321LR đầu tiên, có 220 chỗ ngồi cấu hình một hạng ghế và khai thác các đường bay đến London, Paris, Barcelona và các chặng bay lên đến 5 giờ và thông báo rằng đây là loại thân hẹp đầu tiên hiệu quả hơn 757-300 kể từ khi nó hoạt động.
Vào tháng 4 năm 2019, hãng hàng không Hoa Kỳ JetBlue thông báo ý định sử dụng A321LR trên các đường bay đến Luân Đôn từ Boston và Thành phố New York; hãng đã chuyển đổi 13 đơn đặt hàng từ A321neo sang A321LR để phục vụ các đường bay này.

#### A321XLR
Vào tháng 1 năm 2018, Airbus thông báo họ đang nghiên cứu một biến thể A321LR tăng tải trọng và nâng cấp càng máy bay. Nó dự kiến sẽ bay gần 9.260 km. Cạnh tranh trực tiếp với Boeing NMA. Biến thể A321XLR đầu tiên với tầm bay 8.334 km dự kiến ra mắt vào năm 2019 để đưa vào hoạt động vào năm 2021 hoặc 2022. Thân máy bay mới tiết kiệm trọng lượng, bình xăng thứ 3 to hơn.
Vào tháng 10 năm 2018, A321XLR đã được giới thiệu cho Air Transat và AerCap: Air Transat có thể bay đến các điểm đến tại Nam Âu như Split, Croatia, từ Montreal và Toronto. Tháng 11, Airbus cho biết A321XLR sẽ có MTOW tăng hơn 100 tấn (220.000 lb) và tầm bay tăng hơn 700 nmi (1.300 km) so với A321LR cùng loại cánh và động cơ, tăng dung tích nhiên liệu và nâng cấp càng hạ cánh. Vào tháng 1 năm 2019, Air Canada bày tỏ sự quan tâm đến việc sử dụng máy bay thân hẹp cho các tuyến đường xuyên Đại Tây Dương và đang xem xét các lựa chọn bao gồm A321XLR và Boeing 737 MAX.
A321XLR đã chính thức ra mắt tại Triển lãm Hàng không Paris vào ngày 17 tháng 6 năm 2019, việc giao hàng dự kiến diễn ra từ năm 2023. Thiết kế mới cung cấp tầm bay 4.700 nmi (8.700 km) được trang bị thêm một bình nhiên liệu để cung cấp nhiều nhiên liệu hơn, càng hạ cánh được nâng cấp giúp tải trọng MTOW tăng lên 101 tấn (223.000 lb). RCT sẽ chứa 12,900 l nhiên liệu.
Các đơn đặt hàng từ một số hãng cho thuê và hãng hàng không đã được công bố tại triển lãm, Middle East Airlines, hãng đã đặt mua 4 chiếc A321XLR, khiến hãng trở thành hãng hàng không ra mắt. Air Lease Corporation đã đặt hàng 27 chiếc A321XLR cùng với 23 chiếc A321neo khác và 50 chiếc A220-300. IAG đưa ra giá niêm yết 142 triệu USD khi cam kết mua 28 máy bay, trong đó có 8 chiếc cho Iberia, 6 chiếc cho Aer Lingus. Tập đoàn Qantas đã đặt hàng 36 chiếc XLR, sẽ được vận hành trên các tuyến đường giữa Úc và Châu Á, và cũng sẽ trở thành một trong những hãng ra mắt. American Airlines đã chuyển đổi 30 đơn đặt hàng A321neo sang XLR và đặt thêm 20 XLR. Indigo cũng đã đặt hàng 50 XLR và Frontier Airlines đã đặt hàng 18 chiếc, nâng tổng số đơn đặt hàng được công bố tại triển lãm lên 243 chiếc.
Vào ngày 29 tháng 10 năm 2019, IndiGo đã đặt hàng 300 máy bay dòng A320neo bao gồm các loại A320neo, A321neoLR và A321XLR, nâng tổng số đơn đặt hàng máy bay dòng A320neo của IndiGo lên 730. Đặt hàng 300 gồm 87 A320neo và 213 A321neoLR/A321XLR. Vào ngày 3 tháng 12 năm 2019, United Airlines đã công bố đơn đặt hàng mua 50 máy bay Airbus A321XLR mới, với thời gian giao hàng bắt đầu từ năm 2024, để thay thế đội bay Boeing 757-200 của họ. Tổng giá thành là 7,1 tỷ đô la trước khi giảm giá, United có kế hoạch sử dụng những chiếc máy bay này cho các điểm đến ở châu Âu từ  Washington và Newark, New Jersey.
Tháng 4/2020, 450 đơn đặt hàng đã được nhận từ 24 khách hàng. Airbus đã cắt kim loại đầu tiên cho hộp cánh trung tâm, trong khi Safran đã bắt đầu sản xuất đồ rèn khung gầm. Premium Aerotec sẽ sản xuất cấu trúc chính của thùng nhiên liệu trung tâm phía sau, Spirit AeroSystems sẽ chế tạo cánh đảo gió một rãnh bên trong, FACC AG sẽ sản xuất một tấm chắn bụng sửa đổi, trong khi Collins Aerospace và Parker Aerospace đang phát triển hệ thống nhiên liệu. Đến tháng 8/2020, Premium Aerotec đã bắt đầu sản xuất thùng chứa trung tâm phía sau cho chiếc A321XLR đầu tiên ở Augsburg, sẽ được chuyển giao cho nhà máy ở Hamburg vào đầu năm 2021
Tháng 4/2021, một phần thân máy bay A321LR đã được rút khỏi dây chuyền sản xuất ở Hamburg để sử dụng như một "máy gia tốc hệ thống tiền công nghiệp" để kiểm tra khả năng tích hợp của các hệ thống tại Saint-Nazaire, một phần mũi được sử dụng như một giường thử nghiệm tích hợp cho một cụm bảng điều khiển thiết bị mới, trước khi được sử dụng để phân tích các kết cấu gia cố cần thiết cho XLR. Đến lúc đó, Airbus đã hoàn thành bộ cánh trung tâm đầu tiên sau 16 tháng kể từ lần cắt kim loại đầu tiên, với 200 sửa đổi so với thiết kế tiêu chuẩn, được chuyển từ Nantes đến Hamburg để lắp ráp cấu trúc.

### Airbus Corporate Jets

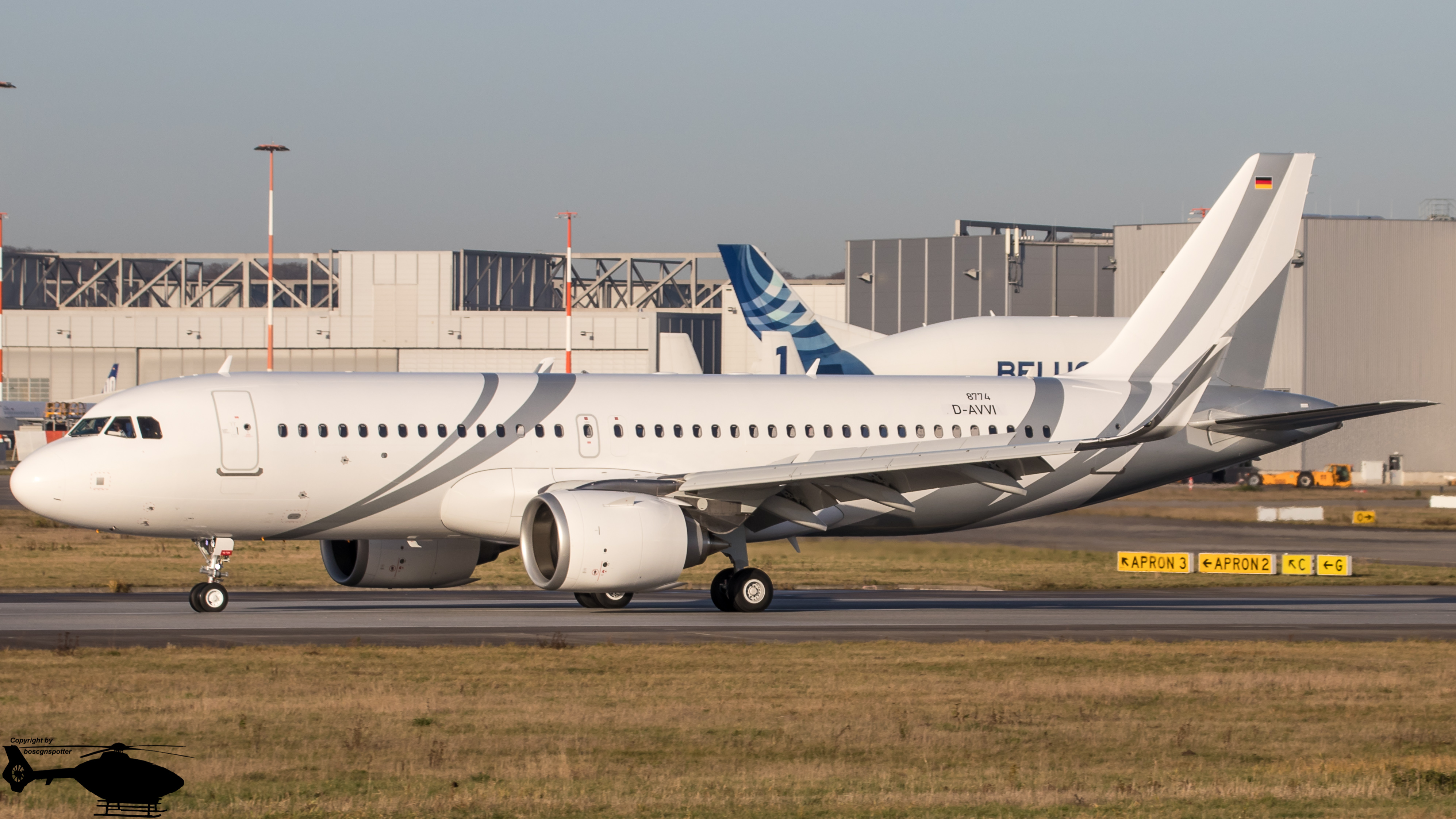
Airbus A320neo Corporate Jet slowing at Hamburg Finkenwerder after performing its first flight

Hai biến thể ACJ của dòng A320neo mà Airbus cung cấp ACJ319neo, chở 8 hành khách với tầm bay 12.500 km và ACJ320neo, chở 25 hành khách và tầm bay 11.100 km. Độ tiết kiệm nhiên liệu giúp tăng tầm bay để tăng khả năng chứa nhiên liệu, ACJ319neo được thêm tới năm thùng chứa trung tâm (ACT).
Chiếc ACJ320neo đầu tiên đã được giao vào tháng 1 năm 2019, việc giao hàng ACJ319neo dự kiến sẽ bắt đầu sau đó vài tháng. Vào ngày 25 tháng 4 năm 2019, chiếc ACJ319neo, được trang bị 5 thùng ACT, đã hoàn thành chuyến bay đầu tiên, trước một chiến dịch thử nghiệm ngắn và sau đó được giao cho K5 Aviation của Đức. Ngày hôm sau, chiếc máy bay này đã hoàn thành chuyến bay thử nghiệm độ bền kéo dài 16 giờ 10 phút và lập kỷ lục về chuyến bay của dòng A320s dài nhất điều khiển bởi Airbus.

### Các dòng máy bay sau này
Vào tháng 11 năm 2018, Airbus phát triển một chiếc máy bay kế thừa dòng A320. Chưa chắc Airbus sẽ cho ra mắt, nhưng nó có thể được cho ra mắt vào giữa thập kỷ sau.
Tại triển lãm hàng không Dubai tháng 11 năm 2019, giám đốc điều hành của Airbus, Guillaume Faury, đã xem xét về việc nghiên cứu thêm một dòng máy bay một lối đi được ra là ra mắt nào những năm 2030s

## Đặt và giao hàng
Tại buổi ra mắt A320neo vào ngày 1 tháng 12 năm 2010, Airbus dự đoán sẽ có 4.000 chiếc máy bay được đặt mua trong vòng 15 năm tới. Trong vòng chưa đầy một năm, đến Dubai Airshow tháng 11 năm 2011, đã có hơn 1.420 đơn đặt hàng và cam kết, trở thành "dòng máy bay bán chạy nhanh nhất từ trước đến nay". Đến tháng 3 năm 2013, hơn hai năm sau khi ra mắt, đã có hơn 2.000 đơn đặt hàng. Tính tới lúc chiếc A320neo đầu tiên xuất xưởng vào tháng 1 năm 2016, đã có hơn 4.500 đơn đặt hàng từ gần 80 khách hàng. Tính đến tháng 5 năm 2017, đã có 5.052 đơn đặt hàng: 49 A319neo (1%), 3.617 A320neo (72%) và 1.386 A321neo (27%), với 1.712 trong số đó sử dụng động cơ CFM LEAPs (34%), 1.429 chiếc PW GTFs (28%) và 1.911 chưa biết (38%).

### 2011
Đầu tháng 1/2011, hãng hàng không giá rẻ IndiGo thống báo họ sẽ đặt 150 chiếc A320neo và 30 chiếc A320ceo. Vào ngày 17 tháng 1, Virgin America đặt hàng 60 chiếc A320 trong đó có 30 chiếc A320neo và trở thành hãng hàng không ra mắt.
Tại Triển lãm Hàng không Paris tháng 6 năm 2011, đã có 667 đơn đặt hàng trị giá 60,9 tỷ đô la Mỹ, nâng số lượng đơn đặt hàng lên 1.029. Hãng hàng không giá rẻ AirAsia đặt hàng 200 chiếc, đơn hàng lớn nhất vào thời điểm đó. IndiGo xác nhận đơn đặt hàng 150 chiếc của mình của mình. Airbus cũng đã nhận được đơn đặt hàng từ GECAS, Scandinavian Airlines, TransAsia Airways, IndiGo, LAN Airlines, AirAsia, GoAir, Air Lease Corporation và Avianca.
Vào ngày 20 tháng 7 năm 2011, American Airlines thông báo đặt hàng 460 máy bay bao gồm 130 A320ceos và 130 A320neo, và dự định đặt hàng 100 chiếc 737 MAX. Vào ngày 27 tháng 7 năm 2011, Lufthansa đã đặt hàng 25 chiếc A320neo và 5 chiếc A321neo. Tại Dubai Airshow tháng 11 đã có thêm 130 đơn đặt hàng, nâng tổng số lên 1.420 đơn đặt hàng và cam kết, trở thành chiếc máy bay bán chạy nhất từ trước đến nay.

### 2012
Vào ngày 25 tháng 1, hãng Norwegian đã xác nhận đơn đặt hàng 100 chiếc A320neo. Vào tháng 11, Virgin America đã hoãn giao máy bay A320neo cho đến năm 2020, biến ILFC trở thành khách hàng ra mắt mới cho cả dòng A320neo và A321neo. Vào tháng 12 năm 2012 Pegasus Airlines, hãng hàng không lớn thứ hai ở Thổ Nhĩ Kỳ, đã ký hợp đồng mua 100 máy bay dòng A320neo, trong đó 75 chiếc (57 chiếc A320neo và 18 chiếc A321neo).

### 2013
Lufthansa đặt hàng thêm 70 máy bay A320neo và A321neo vào ngày 14 tháng 3 năm 2013. easyJet, hiện đang 195 máy bay A320neo, dự định mua thêm 100 máy bay Airbus A320neo và giao hàng từ năm 2017 đến năm 2022 cùng với hãng hàng không ANA sẽ đặt hàng A320neo và A321neo. Lion Air đã đặt hàng 183 chiếc. Vào ngày 15 tháng 3 năm 2013, Turkish Airlines đã đặt hàng 82 chiếc A320neo.

### 2014
Vào ngày 15 tháng 10 năm 2014, IndiGo đã ký một biên bản với Airbus để mua thêm 250 máy bay dòng A320neo. Thỏa thuận trị giá hơn 25,5 tỷ đô la theo giá niêm yết này cũng sẽ là đơn hàng lớn nhất của dòng A320neo, đánh dấu số lượng máy bay lớn nhất từng được đặt của hãng. Trước đó, IndiGo đã đặt hàng 100 chiếc vào năm 2005 và 180 chiếc khác vào năm 2011.

### 2017
Vào ngày 15 tháng 11 năm 2017, Airbus đã công bố việc ký biên bản cho Indigo Partners công bố hãng đặt mua 430 máy bay trong dòng A320neo - một thỏa thuận trị giá gần 50 tỷ USD. Vào ngày 14 tháng 12 năm 2017 Delta Air Lines đã công bố đơn đặt hàng 100 máy bay A321neo, sử dụng động cơ Pratt & Whitney PW1100Gs.

### 2019
Vào ngày 29 tháng 10 năm 2019, IndiGo của Ấn Độ đã đặt thêm 300 chiếc máy bay dòng A320neo, một trong những đơn hàng máy bay lớn nhất từ trước đến nay của Airbus với một hãng hàng không duy nhất. Đơn hàng bao gồm hỗn hợp các máy bay A320neo, A321neo và A321XLR. Điều này nâng tổng số đơn đặt hàng máy bay dòng A320neo của IndiGo lên 730 chiếc.
Vào ngày 18 tháng 11 năm 2019, hãng hàng không giá rẻ Air Arabia đã đặt hàng 120 máy bay phản lực gia đình A320neo trị giá 14 tỷ USD theo giá niêm yết: 70 chiếc A320neo và 50 chiếc A321neo/XLR, sẽ được giao từ năm 2024.

### Các hãng đang khai thác

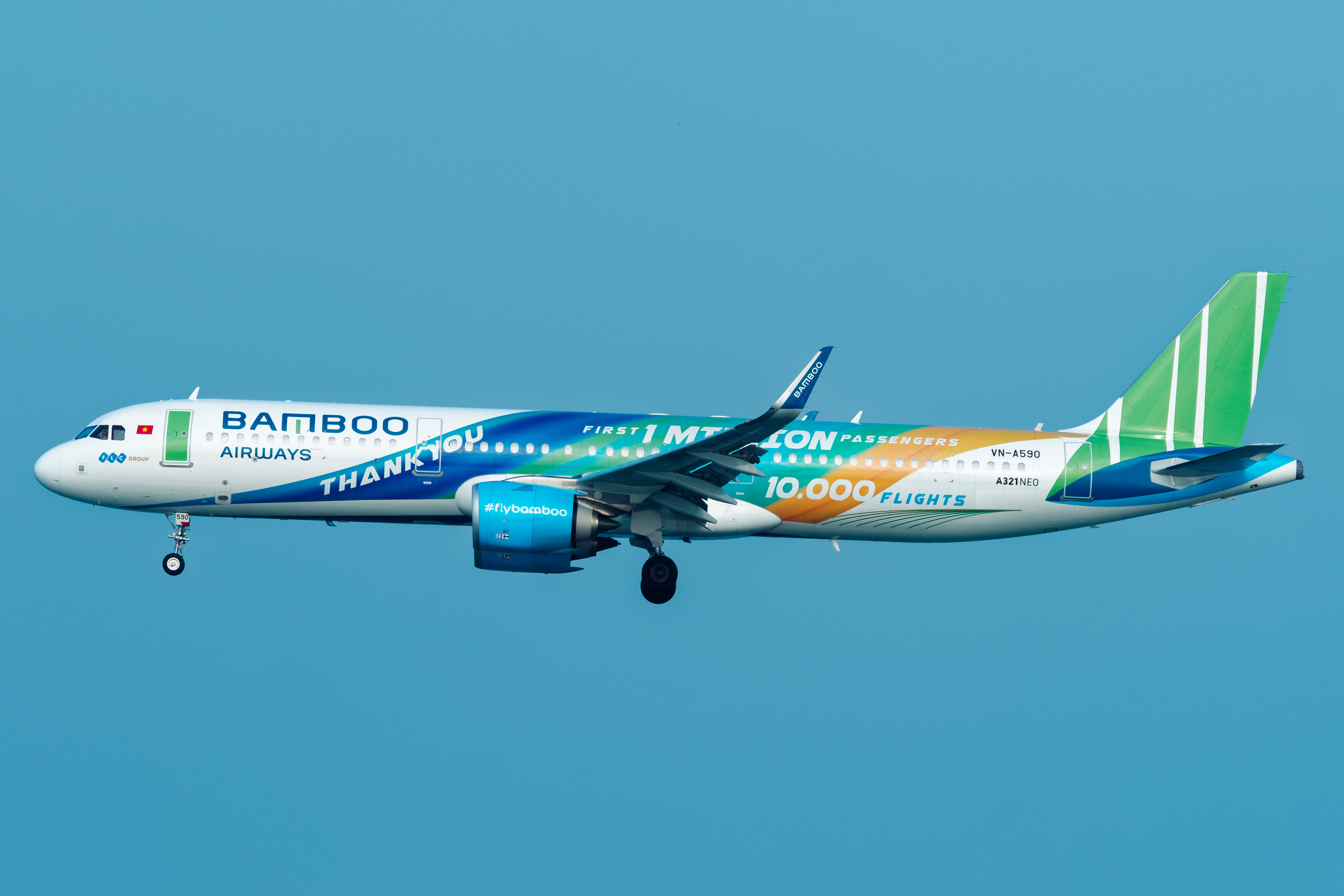
Airbus A321neo của Bamboo Airways

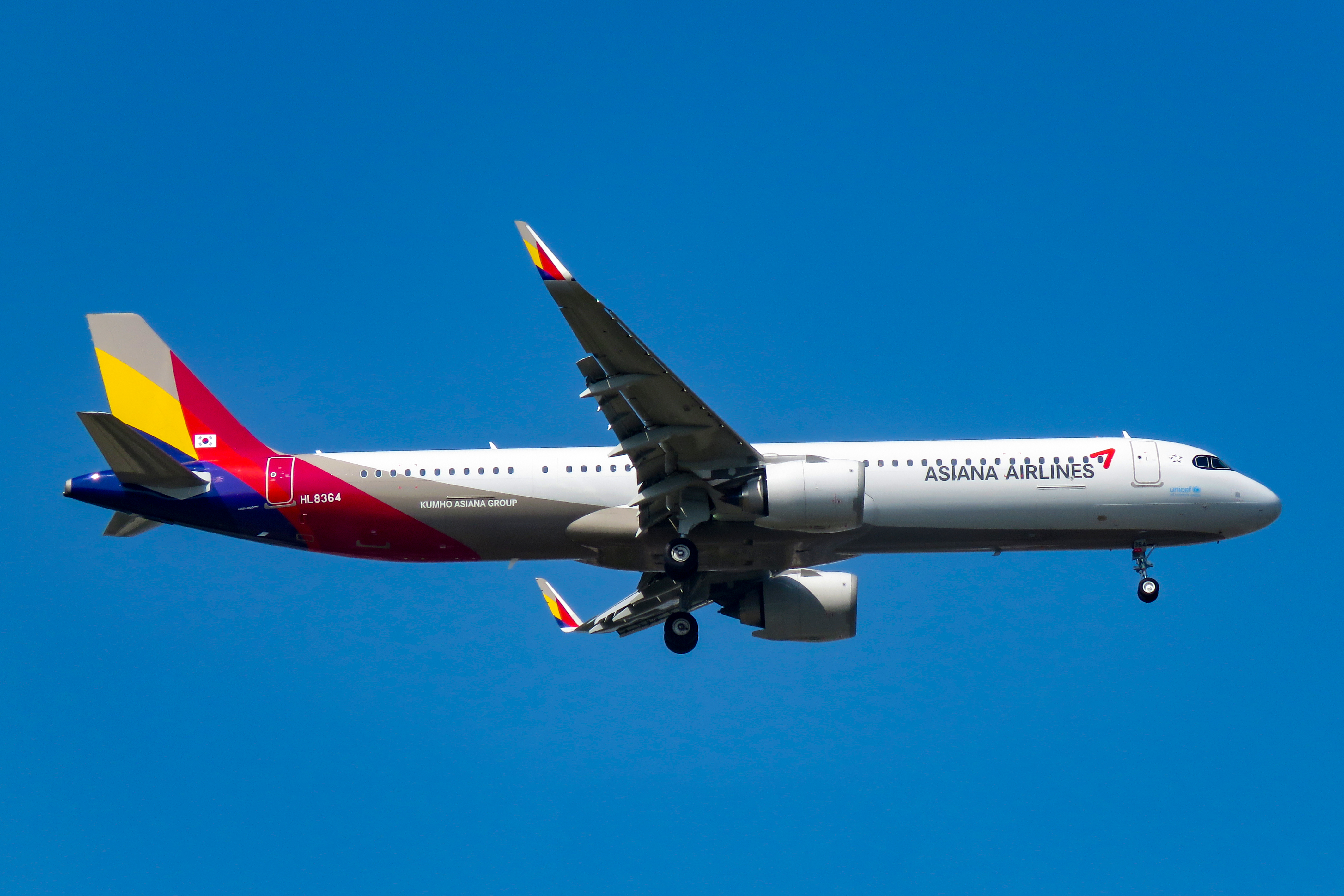
Airbus A321neo ACF của Asiana Airlines

| Máy bay                   | A319neo | A320neo | A321neo | Tổng |
| ------------------------- | ------- | ------- | ------- | ---- |
| Acropolis Aviation        |         | 1       | 1       | 2    |
| Aegean Airlines           |         | 5       | 4       | 9    |
| Aer Lingus                |         |         | 7       | 7    |
| Aeroflot                  |         | 4       | 2       | 6    |
| Air Arabia                |         |         | 6       | 6    |
| AirAsia                   |         | 29      | 2       | 31   |
| AirAsia India             |         | 4       |         | 4    |
| Air Astana                |         | 6       | 9       | 15   |
| Airblue                   |         |         | 1       | 1    |
| Air Busan                 |         |         | 4       | 4    |
| Air China                 |         | 38      | 12      | 50   |
| Air India                 |         | 27      |         | 27   |
| Air New Zealand           |         | 4       | 7       | 11   |
| Alaska Airlines           |         |         | 10      | 10   |
| All Nippon Airways        |         | 11      | 17      | 28   |
| American Airlines         |         |         | 36      | 36   |
| Arkia Israel Airlines     |         |         | 2       | 2    |
| Asiana Airlines           |         |         | 4       | 4    |
| Avianca                   |         | 10      | 2       | 12   |
| Azul Brazilian Airlines   |         | 42      | 4       | 46   |
| Bamboo Airways            |         | 6       | 5       | 11   |
| Batik Air                 |         | 1       |         | 1    |
| Beijing Capital Airlines  |         | 7       |         | 7    |
| British Airways           |         | 16      | 10      | 26   |
| Cebu Pacific              |         | 5       | 9       | 14   |
| China Eastern Airlines    |         | 60      |         | 60   |
| China Southern Airlines   |         | 38      | 48      | 86   |
| Citilink                  |         | 10      |         | 10   |
| EasyJet                   |         | 38      | 14      | 52   |
| Flynas                    |         | 3       |         | 3    |
| Frontier Airlines         |         | 69      |         | 69   |
| Go First                  |         | 48      |         | 48   |
| Gulf Air                  |         | 6       | 3       | 9    |
| Hawaiian Airlines         |         |         | 18      | 18   |
| Hong Kong Express Airways |         | 11      |         | 11   |
| Iberia Airlines           |         | 8       |         | 8    |
| IndiGo                    |         | 123     | 41      | 164  |
| JetBlue                   |         |         | 20      | 20   |
| La Compagnie              |         |         | 2       | 2    |
| Lufthansa                 |         | 30      | 10      | 40   |
| Peach                     |         | 6       | 2       | 8    |
| Pegasus Airlines          |         | 46      | 8       | 54   |
| Philippine Airlines       |         |         | 8       | 8    |
| Qingdao Airlines          |         | 17      | 2       | 19   |
| Royal Brunei Airlines     |         | 7       |         | 7    |
| SAS                       |         | 45      | 2       | 47   |
| Scoot                     |         | 5       | 5       | 10   |
| Shenzhen Airlines         |         | 23      |         | 23   |
| Sichuan Airlines          |         | 18      | 21      | 39   |
| Spirit Airlines           |         | 48      |         | 48   |
| Spring Airlines           |         | 24      | 9       | 33   |
| Swiss                     |         | 5       | 2       | 7    |
| TAP Portugal              |         | 11      | 18      | 29   |
| Turkish Airlines          |         |         | 31      | 31   |
| VietJet Air               |         |         | 19      | 19   |
| Vietnam Airlines          |         | 1       | 20      | 21   |
| Vistara                   |         | 34      | 4       | 38   |
| VivaAerobus               |         | 20      | 7       | 27   |
| Volaris                   |         | 39      | 6       | 45   |
| Vueling                   |         | 25      |         | 25   |
| Wizz Air                  |         | 6       | 35      | 41   |
| Tổng cộng                 |         | 1040    | 513     | 1553 |

### Các máy bay giao hàng qua từng năm
| Loại    | 2021 | 2020 | 2019 | 2018 | 2017 | 2016 | 2015 | 2014 | 2013 | 2012 | 2011 | 2010 |
| A319neo | 2    |      | 2    |      |      |      |      |      |      |      |      |      |
| A320neo | 225  | 253  | 391  | 284  | 161  | 68   |      |      |      |      |      |      |
| A321neo | 167  | 178  | 168  | 102  | 20   |      |      |      |      |      |      |      |
| Tổng    | 394  | 431  | 561  | 386  | 181  | 68   |      |      |      |      |      |      |

## Thông số kĩ thuật
| Loại                        | A319neo                                                | A320neo                                                | A321neo                                                |
| --------------------------- | ------------------------------------------------------ | ------------------------------------------------------ | ------------------------------------------------------ |
| Phi hành đoàn               | 2                                                      | 2                                                      | 2                                                      |
| Sức chứa (2 hạng ghế)       | 140                                                    | 165                                                    | 206                                                    |
| Sức chứa tối đa             | 160                                                    | 195                                                    | 244                                                    |
| Thể tích khoang hàng        | 27 m3 (950 ft khối)                                    | 37 m3 (1.300 ft khối)                                  | 51 m3 (1.800 ft khối)                                  |
| Chiều dài                   | 33,84 m (111,0 ft)                                     | 37,57m (123 ft 3 in)                                   | 44,51 m (146,0 ft)                                     |
| Sải cánh                    | 35,80m (117 ft 5 in)                                   | 35,80m (117 ft 5 in)                                   | 35,80m (117 ft 5 in)                                   |
| Chiều cao                   | 11,76m (38 ft 7in)                                     | 11,76m (38 ft 7in)                                     | 11,76m (38 ft 7in)                                     |
| Trọng lượng cất cánh tối đa | 75,5t (166.500 Ib)                                     | 79 t (174.200 lb)                                      | 97 t (213.800 lb)                                      |
| Tải trọng tối đa            | 17,7t (39.000 Ib)                                      | 20 t (44.100 lb):3-2-1                                 | 25,5t (26.200 Ib)                                      |
| Cân nặng                    |                                                        | 40,3–40,6 t (89.000–90.000 lb)                         | 46,3–46,6 t (102.000–103.000 lb)                       |
| Thể tích nhiên liệu         | 26,730 l (7,060 USg)                                   | 26,730 l (7,060 USg)                                   | 32,940 l (8,700 USg)                                   |
| Động cơ (x2)                | CFM International LEAP-1A hoặc Pratt & Whitney PW1100G | CFM International LEAP-1A hoặc Pratt & Whitney PW1100G | CFM International LEAP-1A hoặc Pratt & Whitney PW1100G |
| Đường kính động cơ          | PW1100G: 81 in (206 cm), LEAP-1A: 78 in (198 cm)       | PW1100G: 81 in (206 cm), LEAP-1A: 78 in (198 cm)       | PW1100G: 81 in (206 cm), LEAP-1A: 78 in (198 cm)       |
| Lực đẩy tối đa              | 0,10720 kN (24,100 lbf)                                | 120,6 kN (27.120 lbf)                                  | 147,3 kN (33.110 lbf)                                  |
| Tốc độ tối đa               | Tốc độ hành trình: Mach 0,78, Tốc độ tối đa: Mach 0,82 | Tốc độ hành trình: Mach 0,78, Tốc độ tối đa: Mach 0,82 | Tốc độ hành trình: Mach 0,78, Tốc độ tối đa: Mach 0,82 |
| Trần bay                    | 39.100–39.800 ft (11.900–12.100 m)                     | 39.100–39.800 ft (11.900–12.100 m)                     | 39.100–39.800 ft (11.900–12.100 m)                     |
| Tầm bay                     | 6,950 km / 3,750 nmi                                   | 6,500 km / 3,500 nmi                                   | 7,400 km / 4,000 nmi                                   |
| Chiều dài để cất cánh       |                                                        | 1,951 m (6,400 ft)                                     | 1.988 m (6.522 ft)                                     |
| Mã ICAO                     | A19N                                                   | A20N                                                   | A21N                                                   |

Ghi chú
1. ↑  Thông số của bản A321neo không phải A321LR và A321XLR (ACT)
2. 1 2  A321XLR: 101 t (223.000 lb) MTOW, 4,700 nmi (8,704 km) tầm bay[56]
3. ↑  Thông số của A321LR[58]
4. ↑  Với 140 khách, với 124 khách thì là: 7,750km / 4,200nmi[65]
5. ↑  Với 165 khách, với 150 khách thì là 6,850km / 3,700nmi[66]
6. ↑  Với 206 khách

### Động cơ
| Tên       | Động cơ       | Ngày ra mắt | Lực đẩy tối đa       |
| --------- | ------------- | ----------- | -------------------- |
| A319-171N | PW1124G1-JM   | 19/8/2019   | 10782 daN (24240 lb) |
| A319-151N | CFM LEAP-1A24 | 19/8/2019   | 10680 daN (24010 lb) |
| A319-153N | CFM LEAP-1A26 | 19/8/2019   | 12064 daN (27120 lb) |
| A320-271N | PW1127G-JM    | 24/11/2015  | 12043 daN (27075 lb) |
| A320-272N | PW1124G1-JM   | 19/8/2019   | 10782 daN (24240 lb) |
| A320-273N | PW1129G-JM    | 19/8/2019   | 13000 daN (29245 lb) |
| A320-251N | CFM LEAP-1A26 | 31/5/2016   | 12064 daN (27120 lb) |
| A320-252N | CFM LEAP-1A24 | 17/1/2018   | 10680 daN (24010 lb) |
| A320-253N | CFM LEAP-1A29 | 19/8/2019   | 13029 daN (29290 lb) |
| A321-271N | PW1133G-JM    | 25/12/2016  | 14728 daN (33110 lb) |
| A321-272N | PW1130G-JM    | 27/6/2017   | 14728 daN (33110 lb) |
| A321-251N | CFM LEAP-1A32 | 10/7/2018   | 14305 daN (32160 lb) |
| A321-252N | CFM LEAP-1A30 | 17/1/2018   | 14305 daN (32160 lb) |
| A321-253N | CFM LEAP-1A33 | 10/7/2017   | 14305 daN (32160 lb) |

100 daN = 1 kN

#### Dòng máy bay liên quan
- Airbus A320

#### Những dòng máy bay cùng phân khúc
- Boeing 737MAX
- Airbus A220
- Comac C919
- Embraer E-Jet E2
- Irkut MC-21